# Небесний атлас (Джеймісон)
«Небе́сний а́тлас» (англ. A Celestial Atlas) — зоряний атлас британського автора Александра Джеймісона, опублікований у 1822 році. Містить 30 карток, 26 з яких є картами сузір'їв у синусоїдальній проєкції. Деякі картки були пофарбовані вручну. Атлас містить нові на той час, нині застарілі сузір'я: Сова, Ніломір і Сонячний Годинник. Дві небесні сфери зосереджені на екваторіальних полюсах за допомогою азимутальної проєкції та геоцентричного вирівнювання. Атлас охоплює тільки зорі, видимі неозброєним оком, що робить його менш захаращеним. Повна назва книги — «Небесний атлас: що містить систематичне зображення небес у серії з тридцяти карт, ілюстрованих науковим описом їхнього змісту, а також супроводжується каталогами зір та астрономічними вправами» (A Celestial Atlas: Comprising A Systematic Display of the Heavens in a Series of Thirty Maps Illustrated by Scientific Description of their Contents, And accompanied by Catalogues of the Stars and Astronomical Exercises).
На відміну від Йоганна Елерта Боде і Жана Николаса Фортіна, які наслідували описи сузір'їв Джона Флемстіда, Джеймісон дозволив собі великі художні вольності. Фігури сузір'їв в атласі Джеймісона намальовані реалістичніше, особливо в порівнянні з зображеннями Флемстіда, зокрема Ящірка, Рись, Рак, Скорпіон і Великий Пес. У той же час картки атласу були виготовлені в розмірах за Боде і Фортіном, приблизно 9×7 дюймів (22,5×17,5 см) з тим самим числом (26 плюс півсфери), і кожна з них покриває однакову ділянку неба. Джеймісон також ішов за приблизними межами між сузір'ями, які малював Боде. Популярний атлас дозволили присвятити королю Георгу IV.
Малюнки з «Небесного атласу» були запозичені в «Дзеркало Уранії», опубліковане кількома роками пізніше.

## Галерея

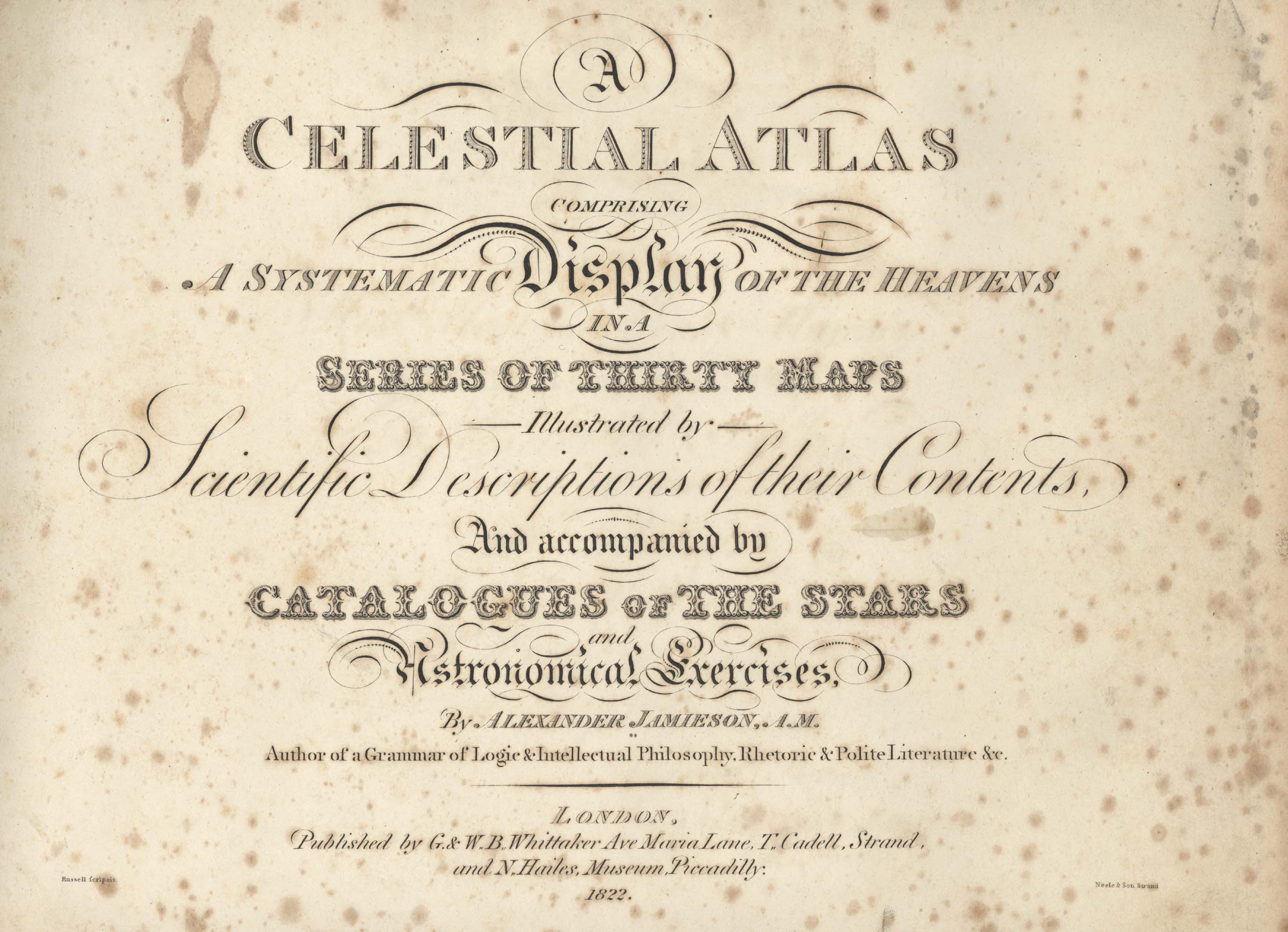
Сторінка № 1: Титульний аркуш
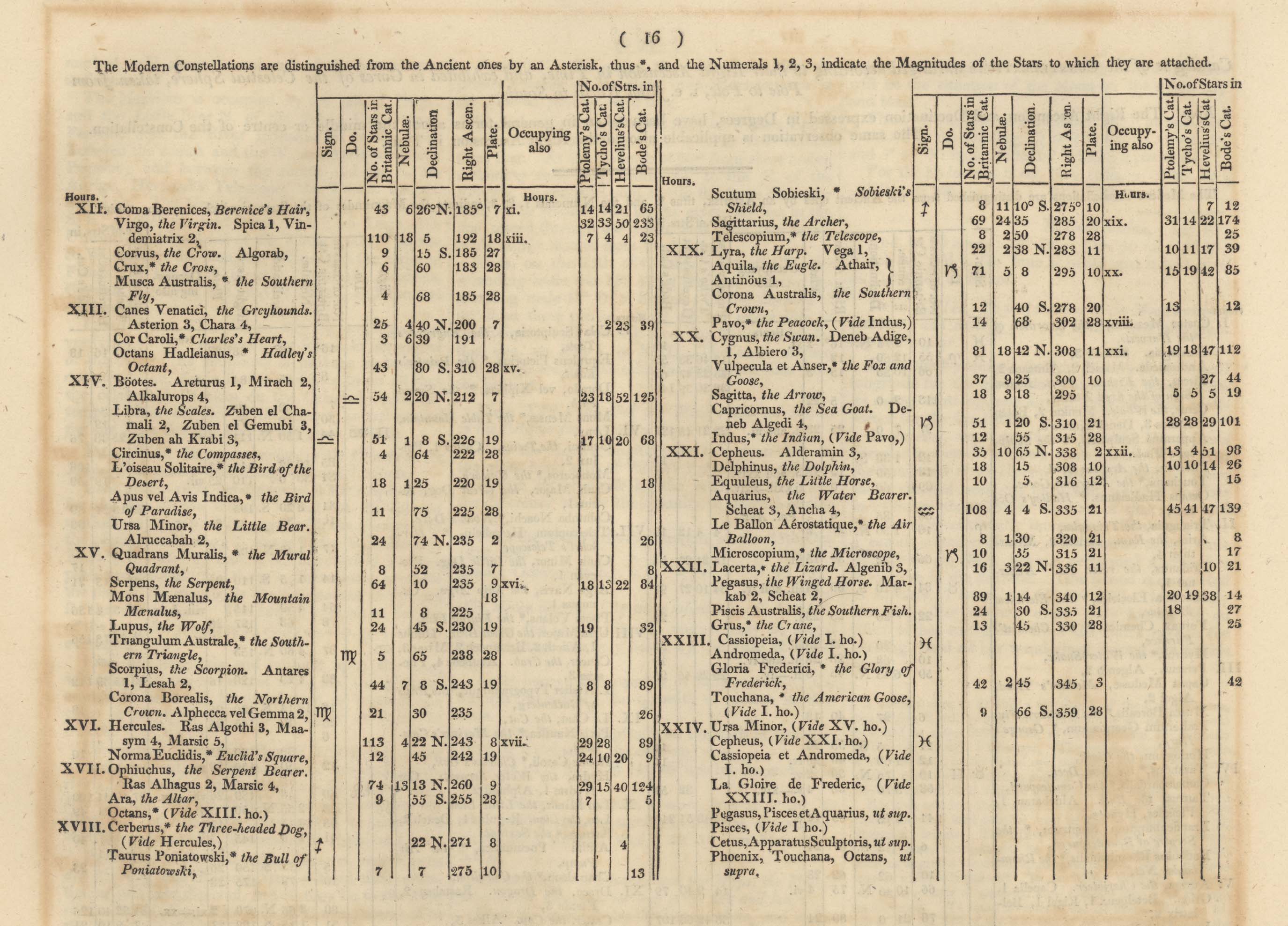
Сторінка № 2: Зміст
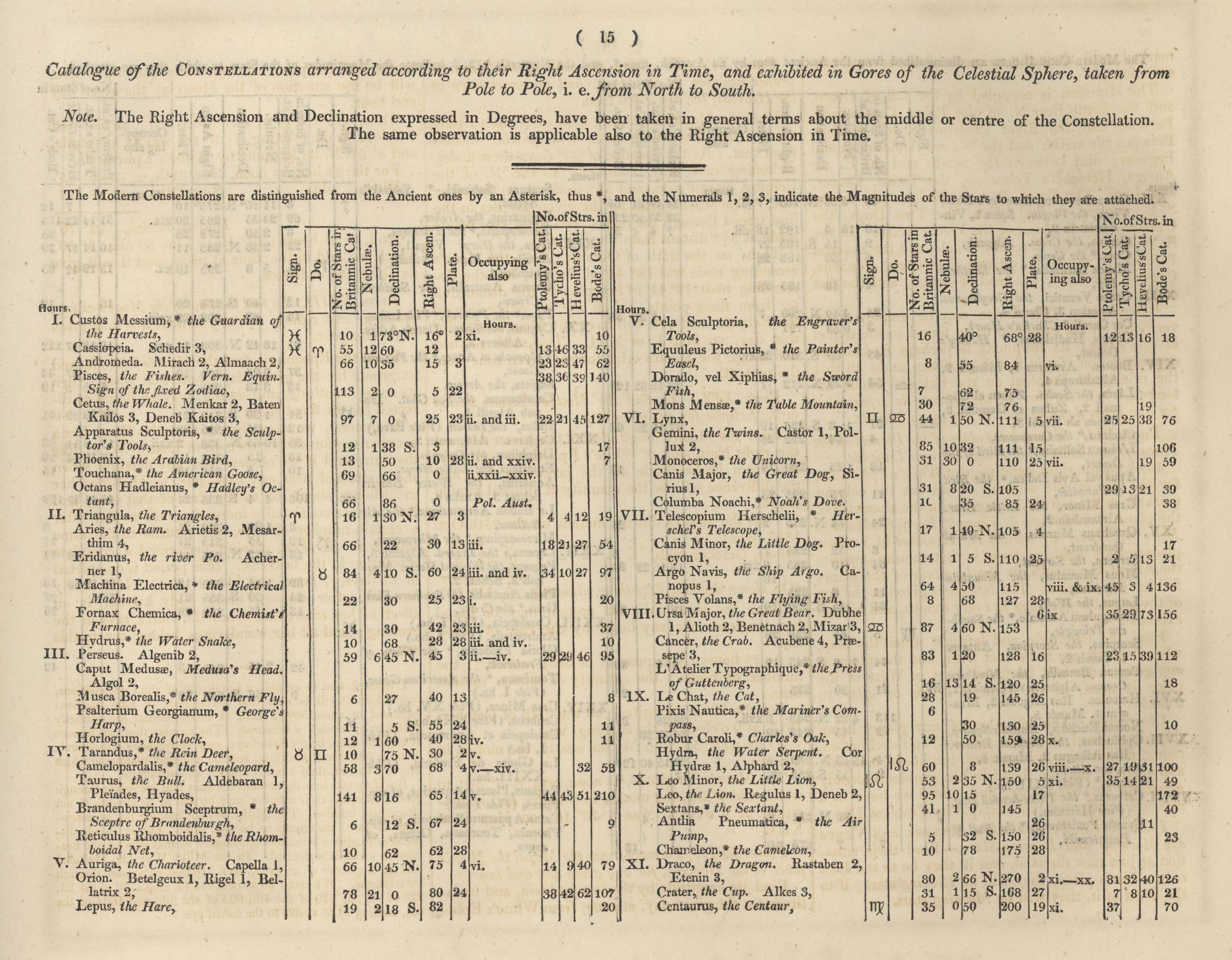
Сторінка № 3: Зміст (продовження)
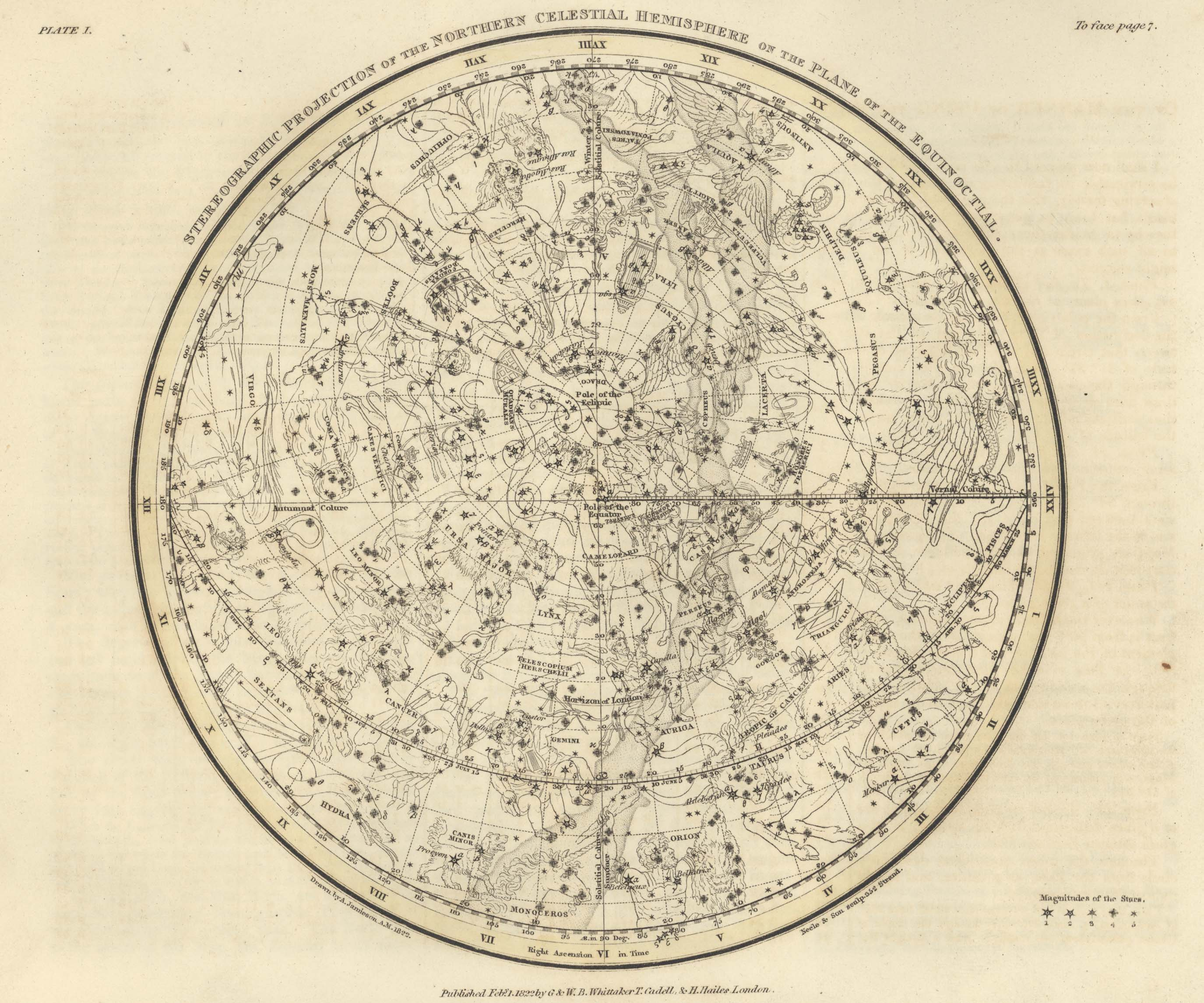
Сторінка № 4: Зображення Північної півсфери
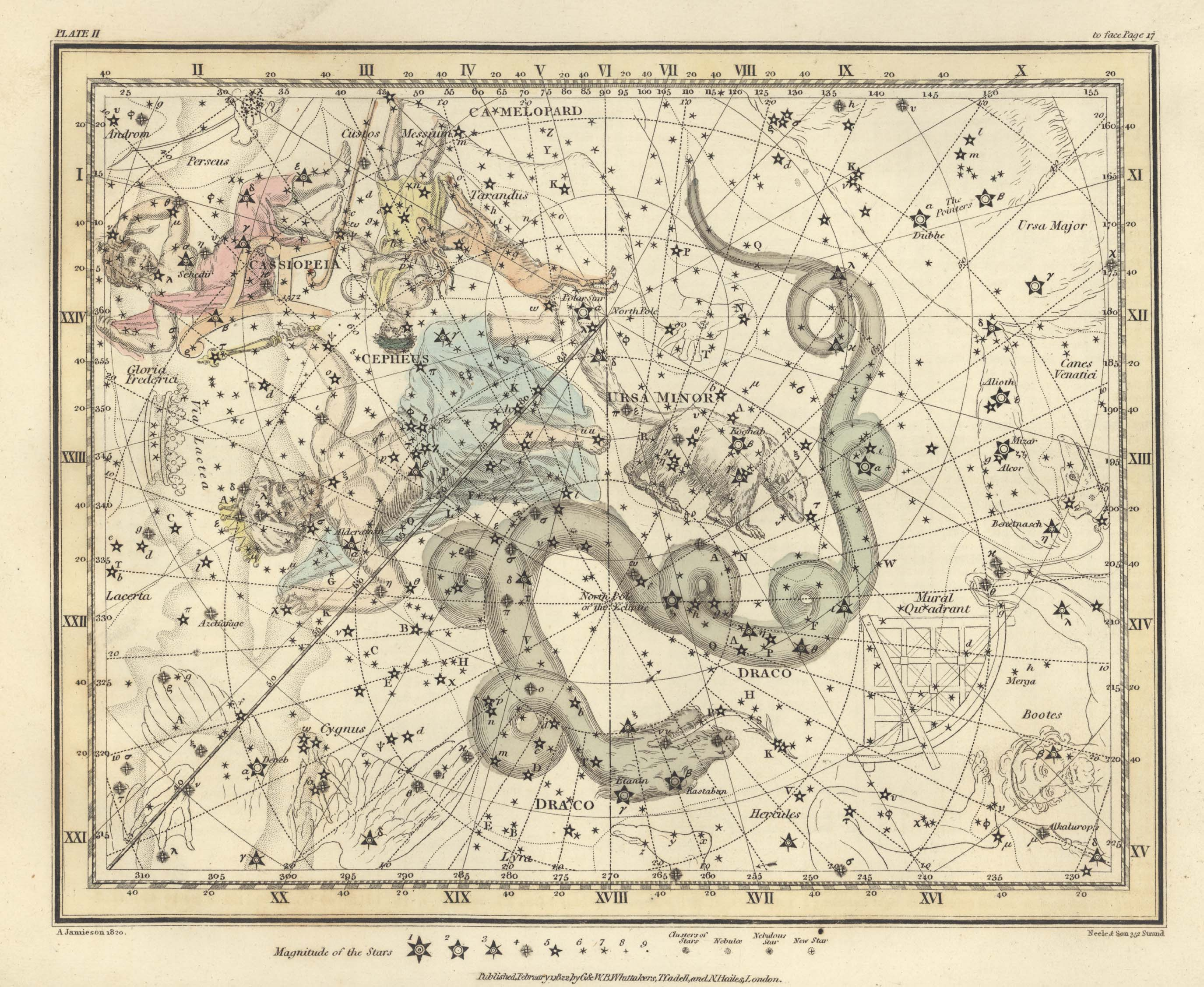
Сторінка № 5: Дракон, Кассіопея, Північний Олень, Цефей, Сторож Урожаю і Мала Ведмедиця
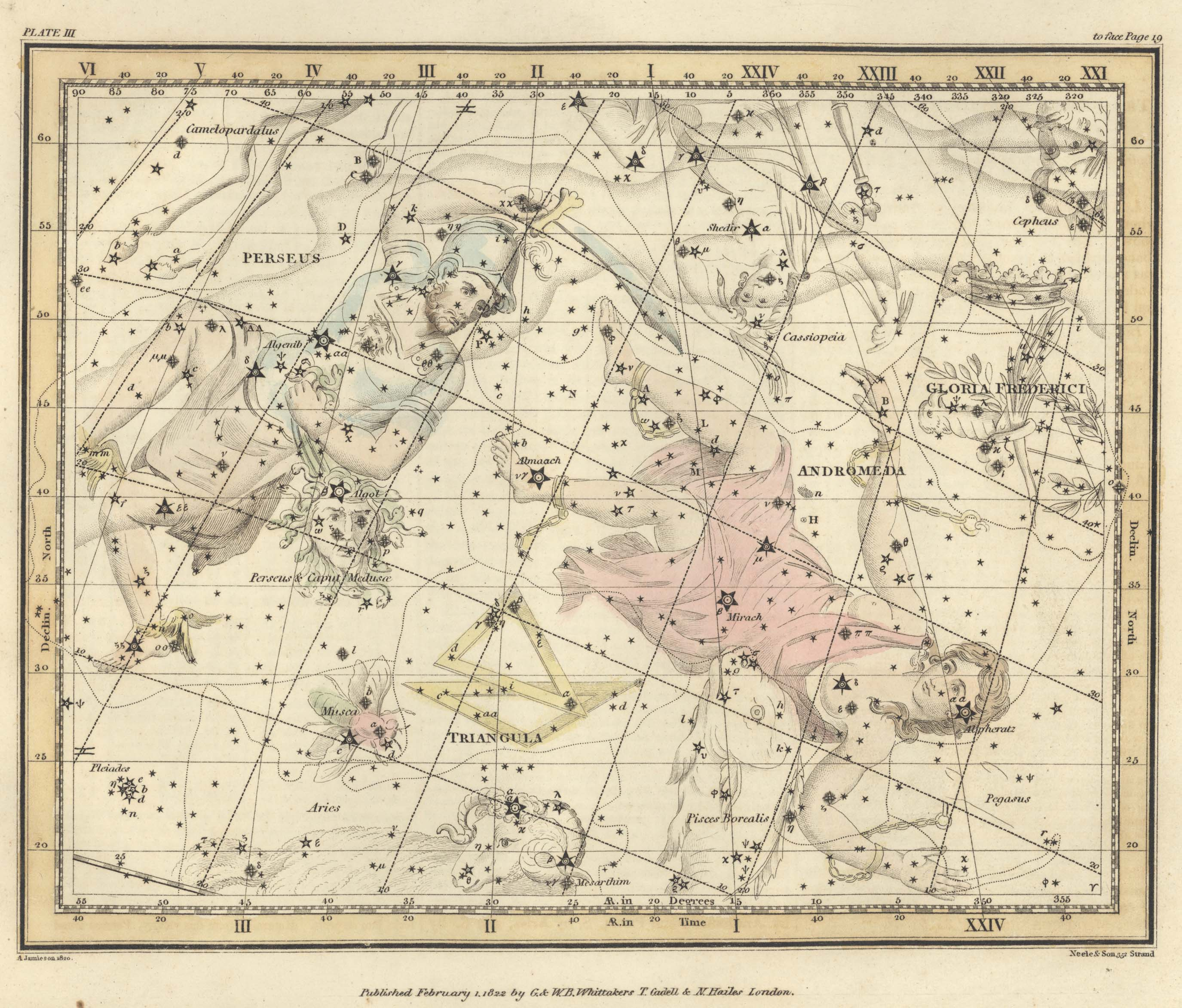
Сторінка № 6: Персей і Голова Горгони, Андромеда, Трикутник і Слава Фрідріха II
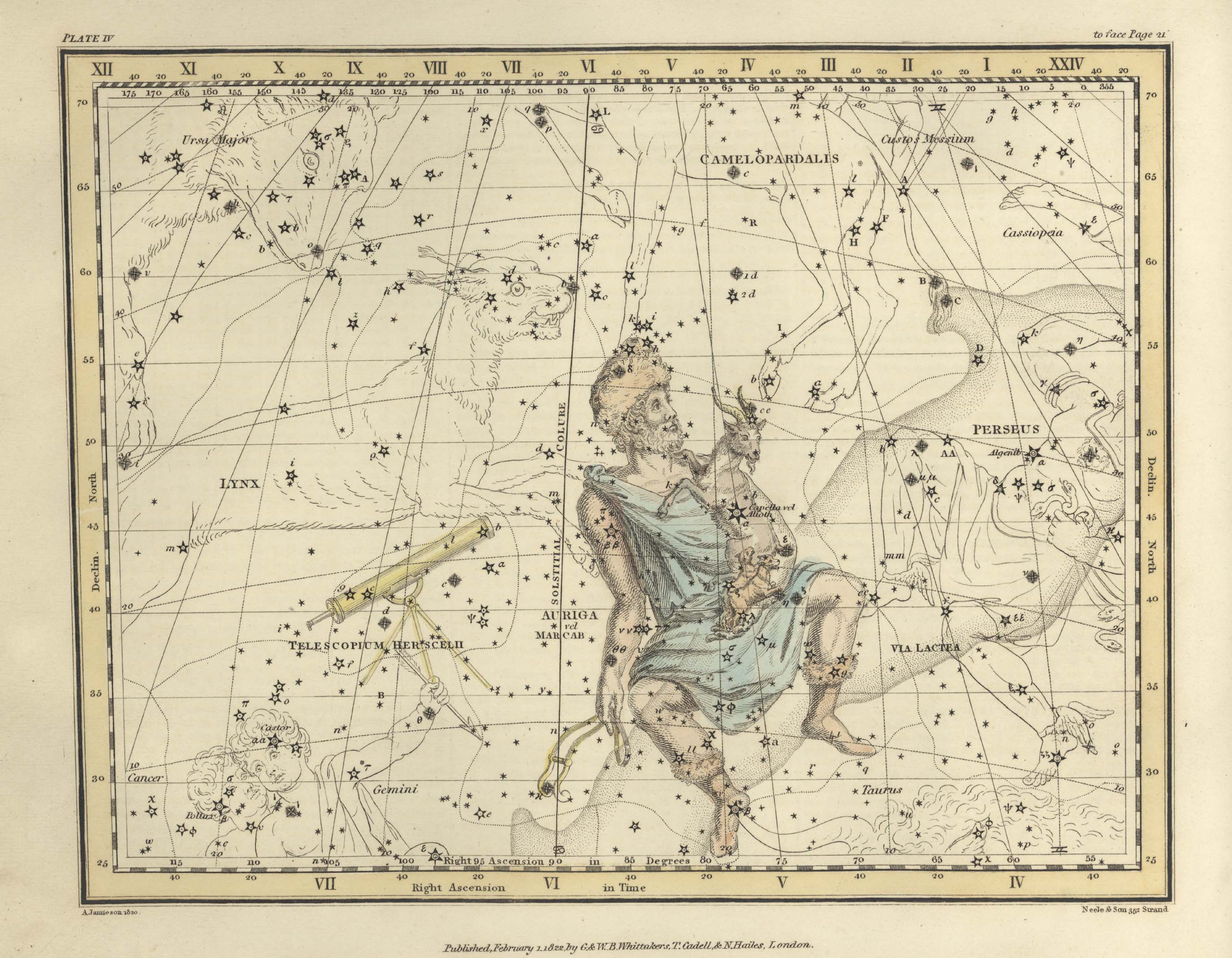
Сторінка № 7: Візничий, Жираф і Телескоп Гершеля
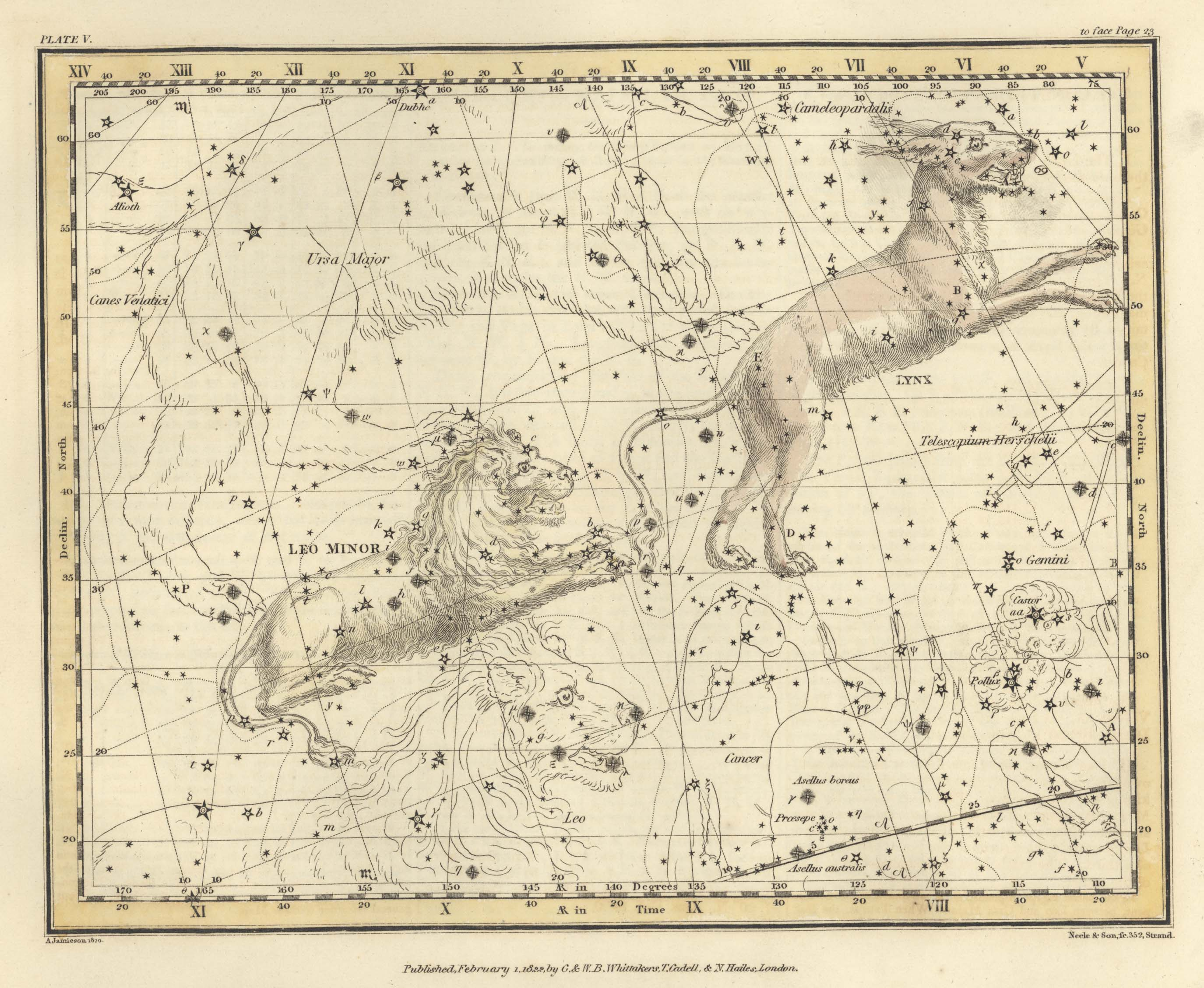
Сторінка № 8: Рись і Малий Лев
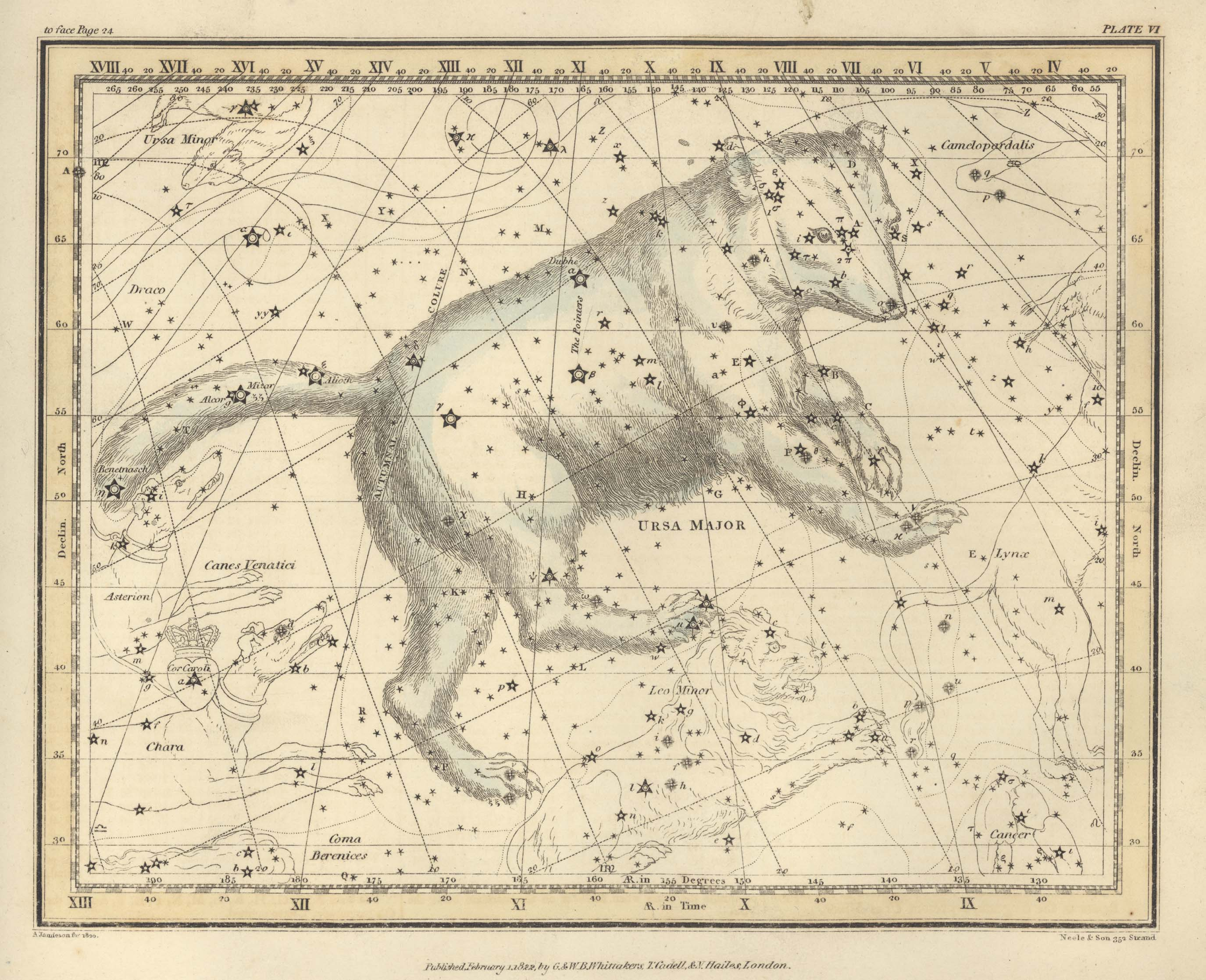
Сторінка № 9: Велика Ведмедиця
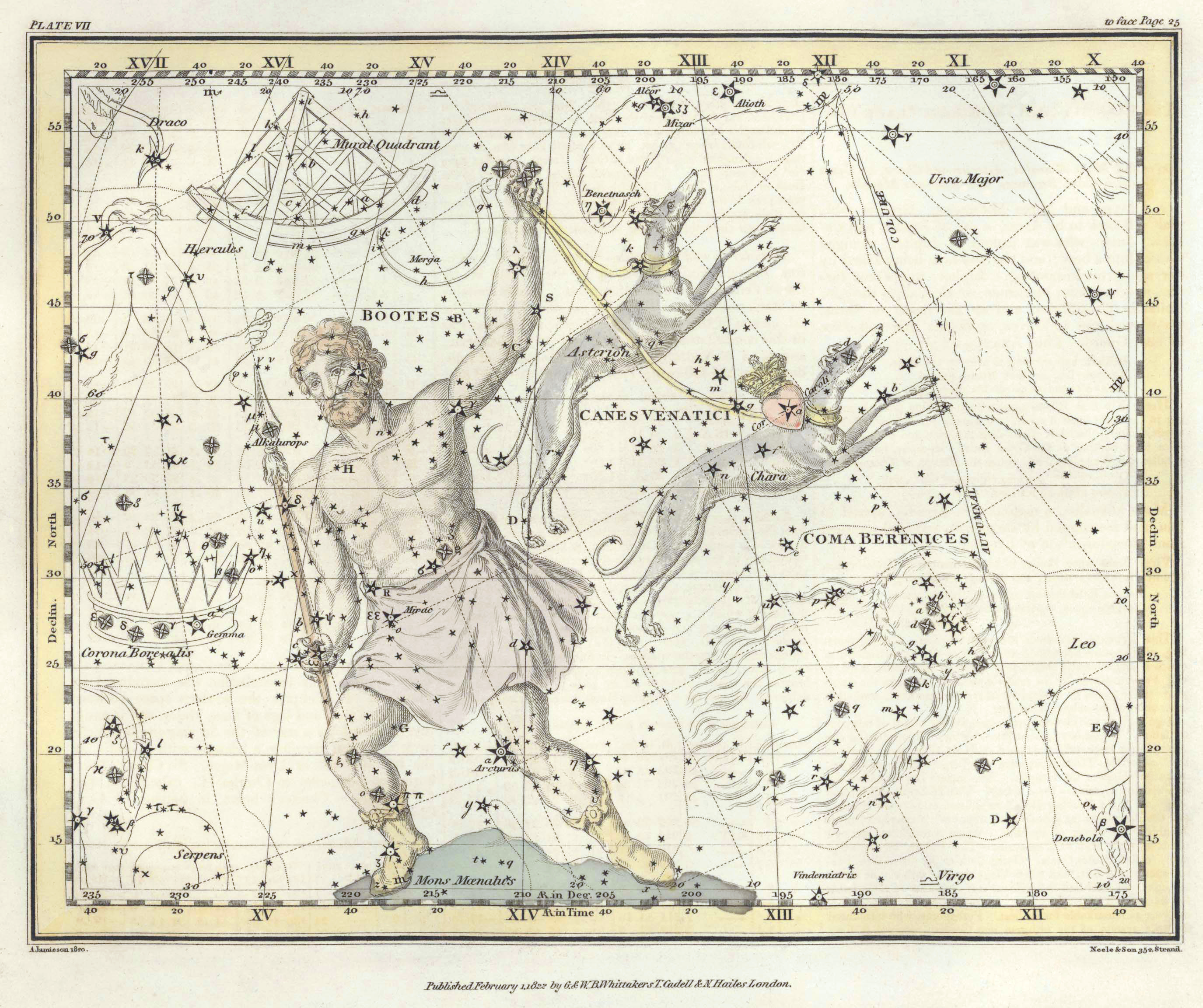
Сторінка № 10: Волопас, Гончі Пси, Волосся Вероніки, і Настінний Квадрант
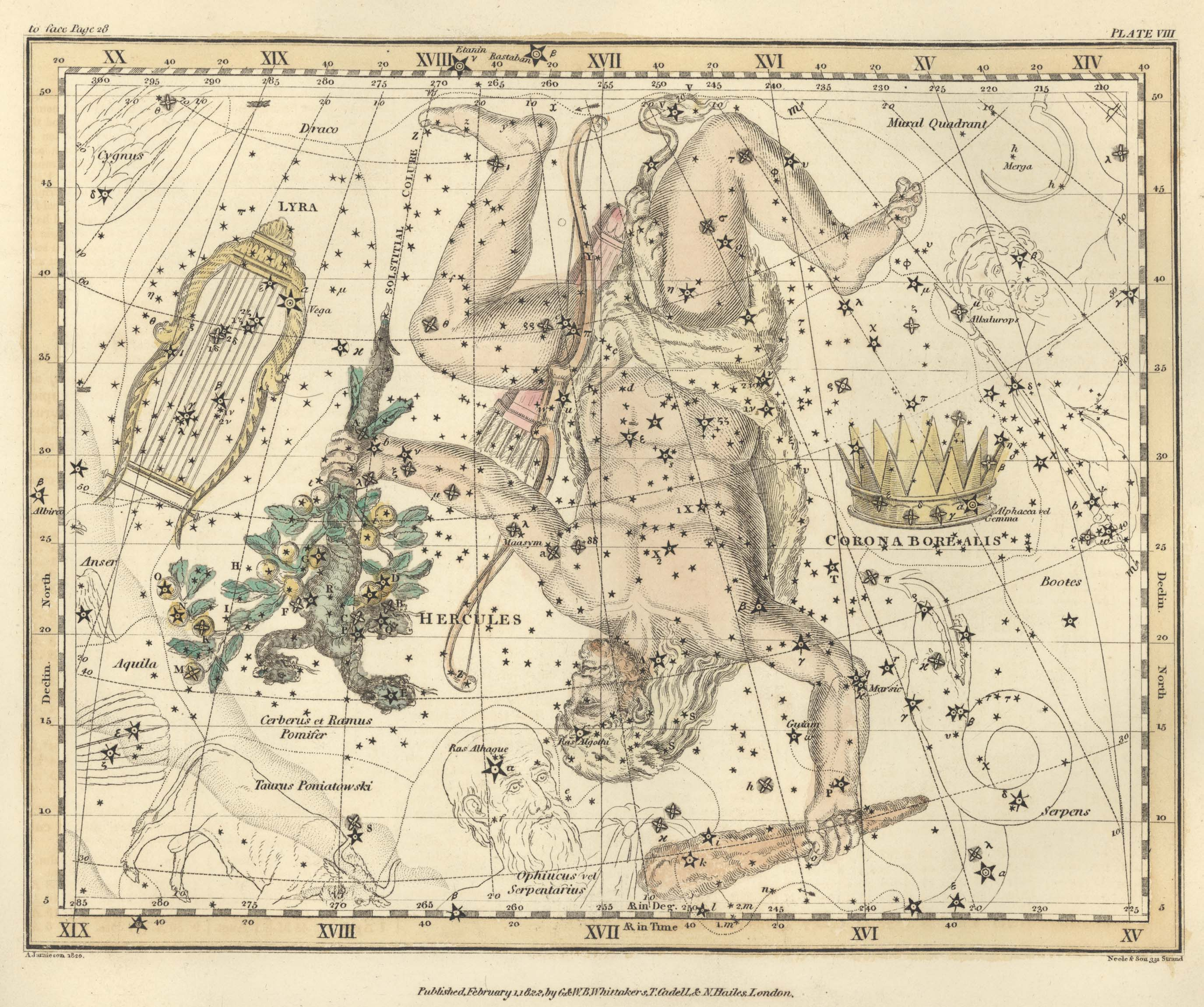
Сторінка № 11: Геркулес, Ліра і Північна Корона
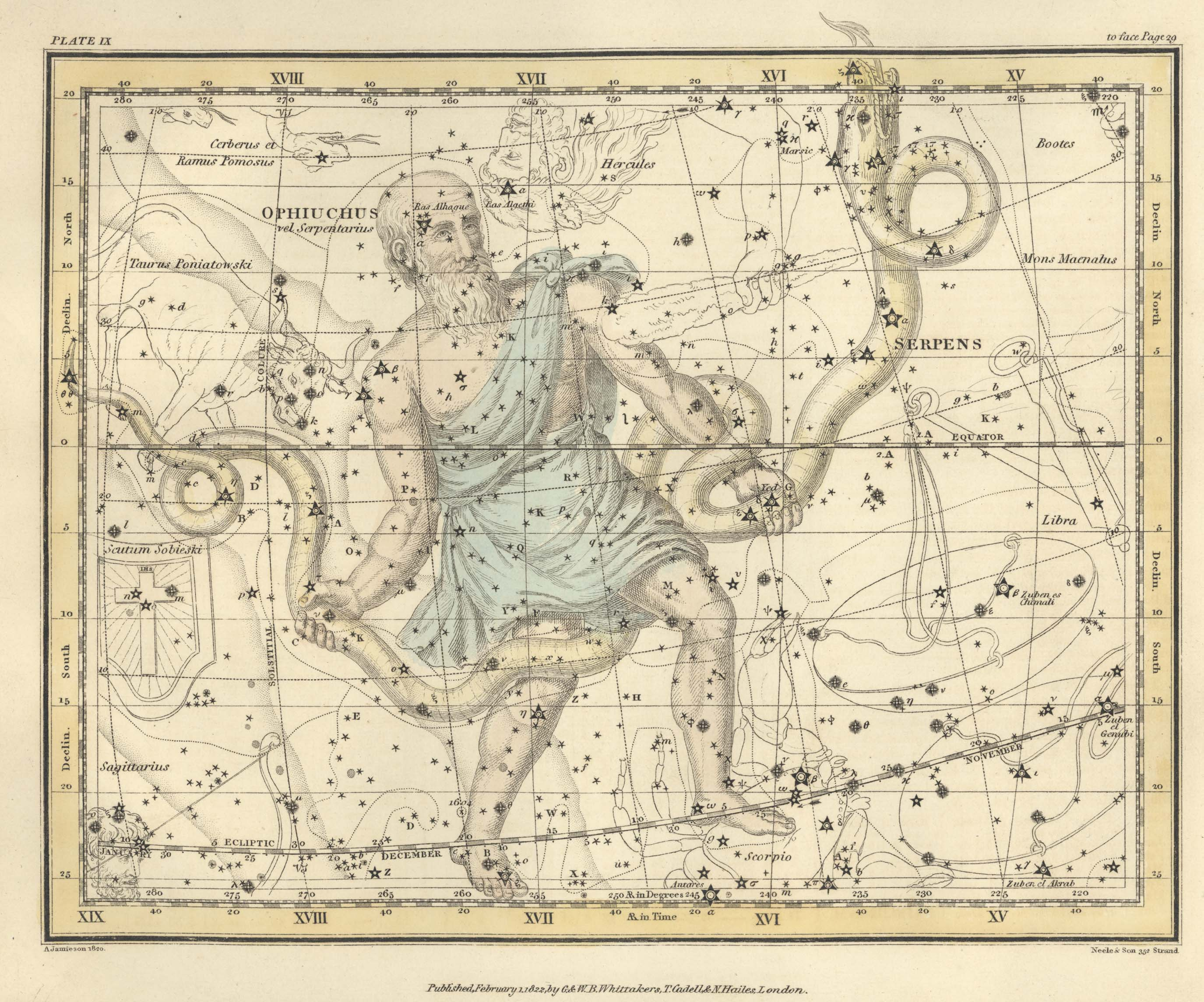
Сторінка № 12: Телець Понятовського, Змієносець, Щит Собеського, і Змія
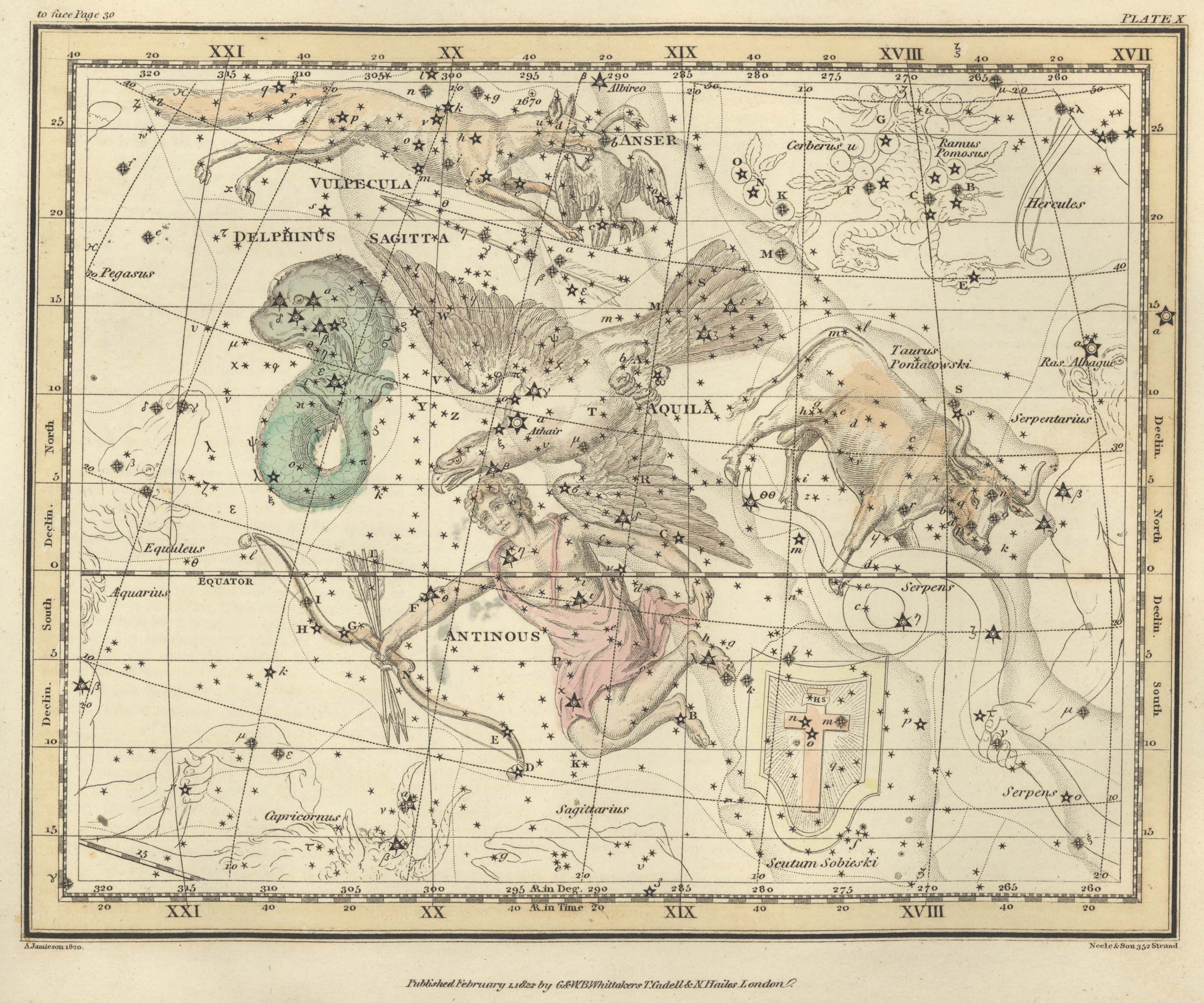
Сторінка № 13: Дельфін, Стріла, Орел, і Антіной
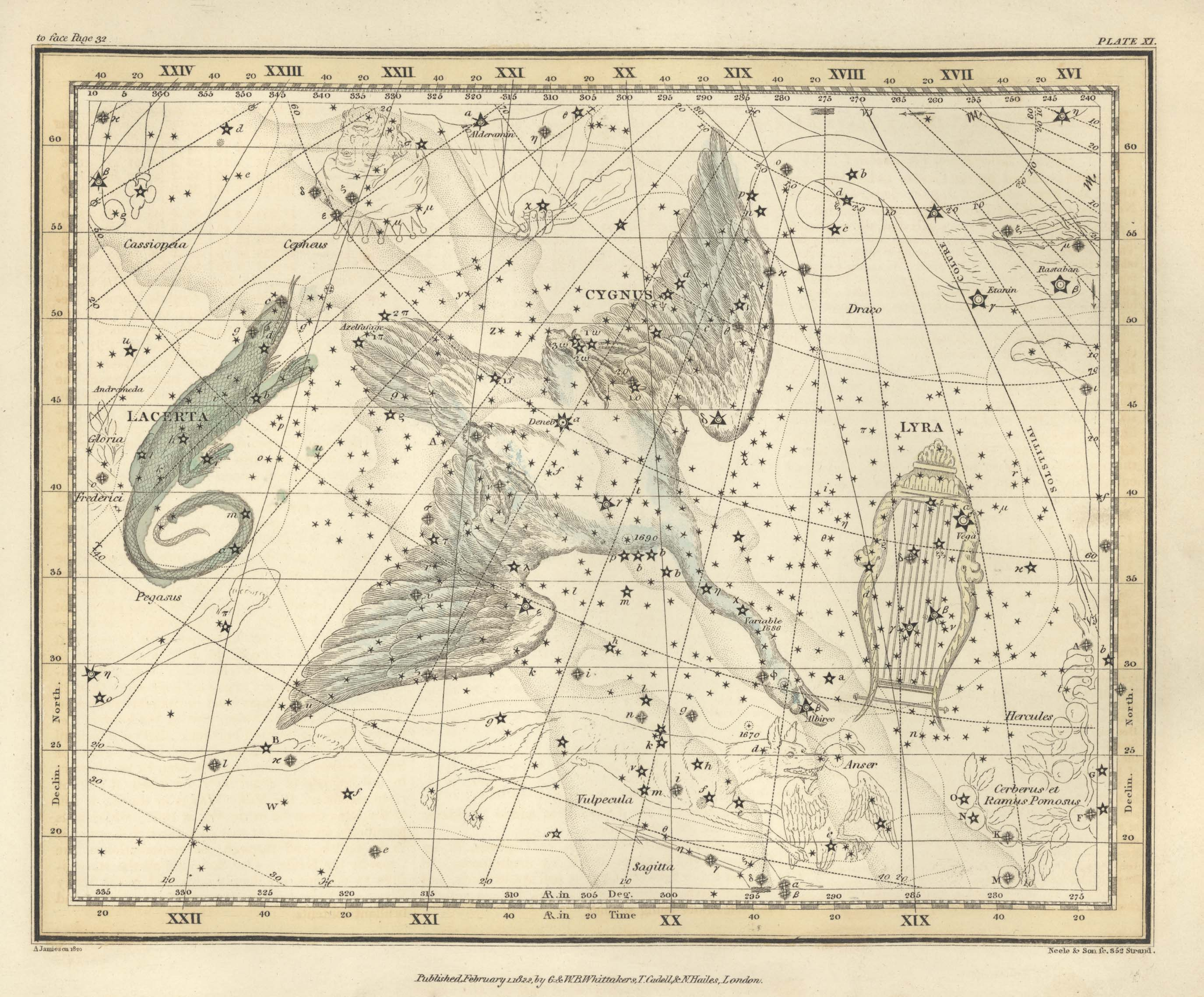
Сторінка № 14: Ящірка, Лебідь, Ліра і Лисичка з Гусаком
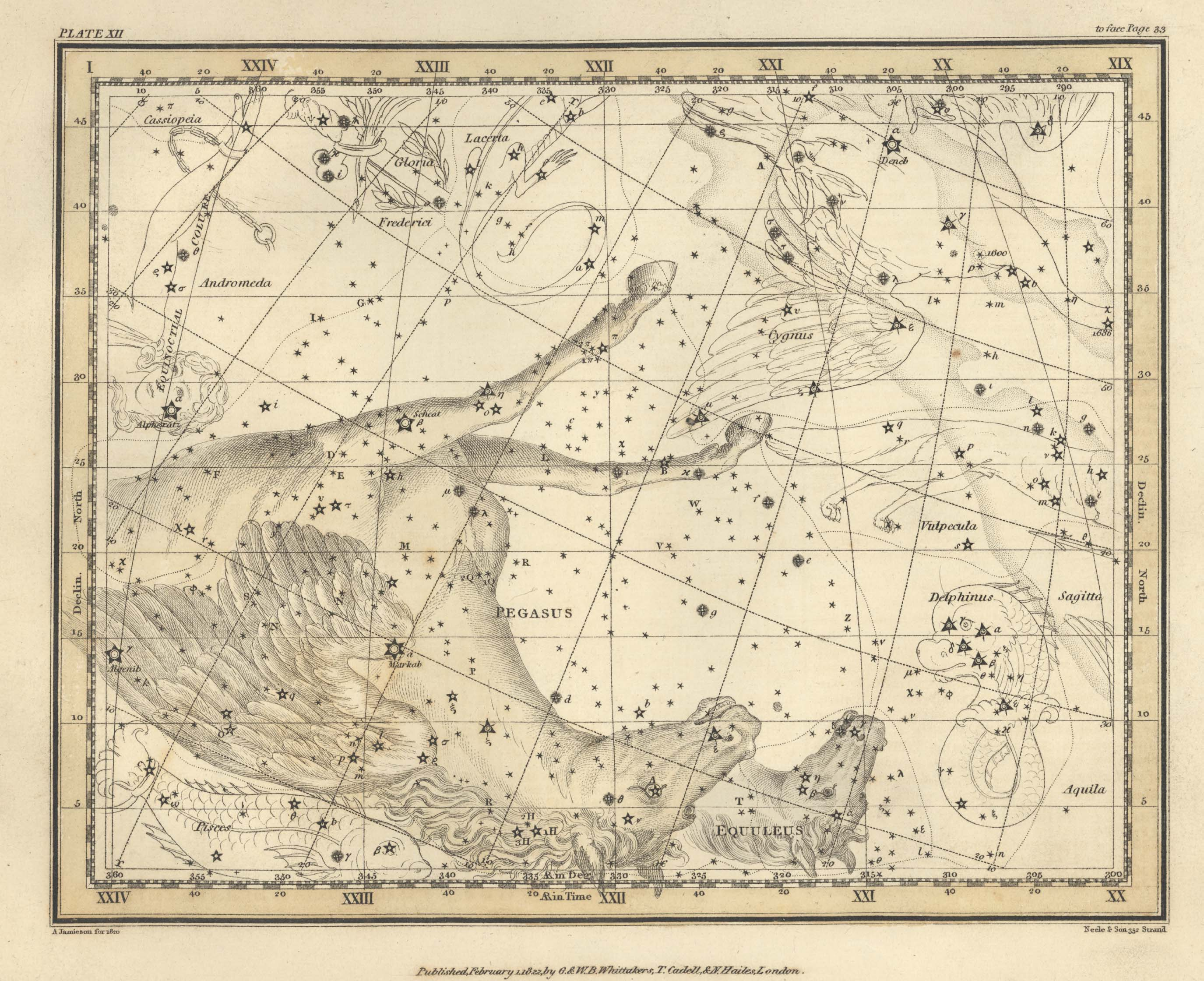
Сторінка № 15: Пегас і Малий Кінь
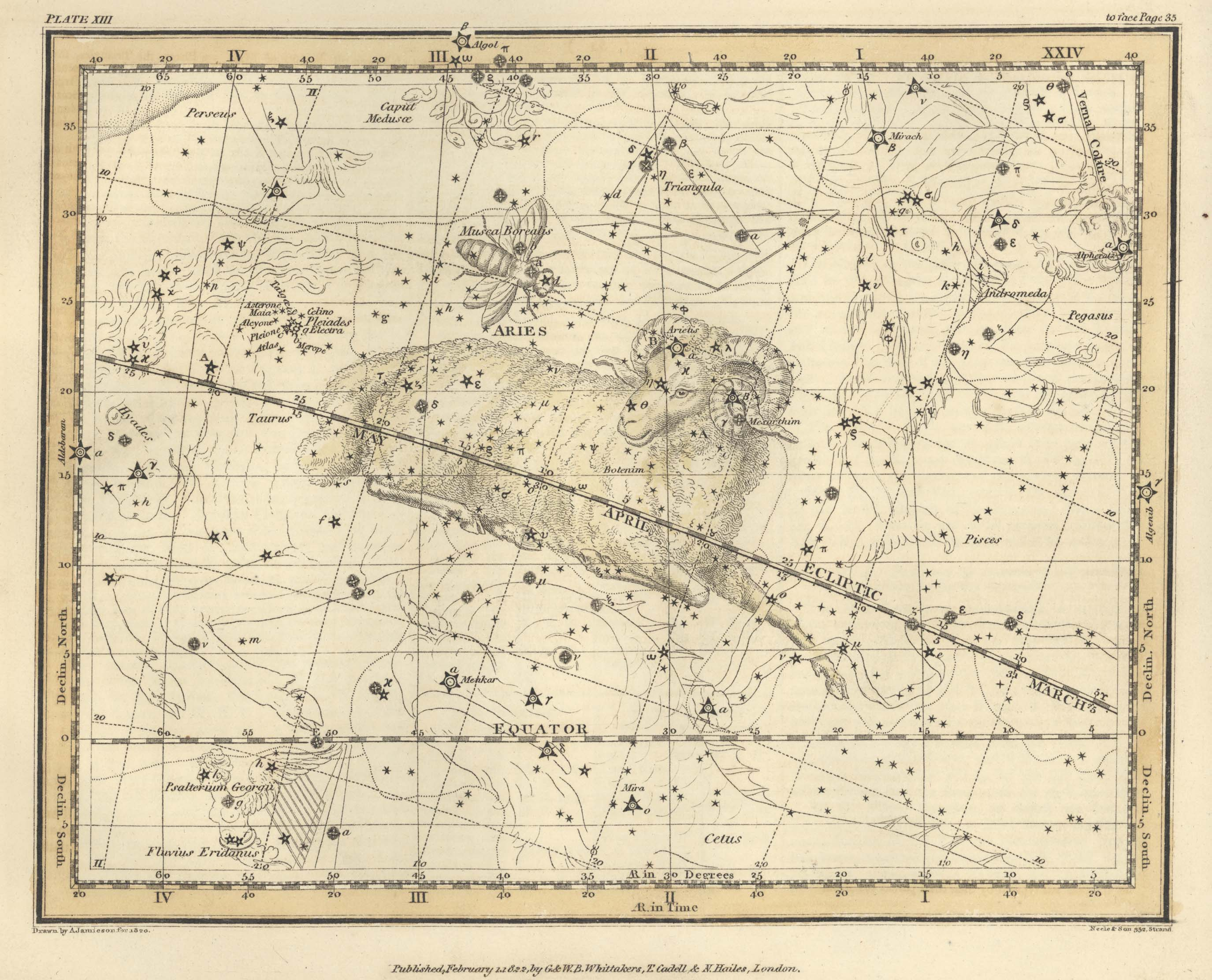
Сторінка № 16: Овен і Північна Муха
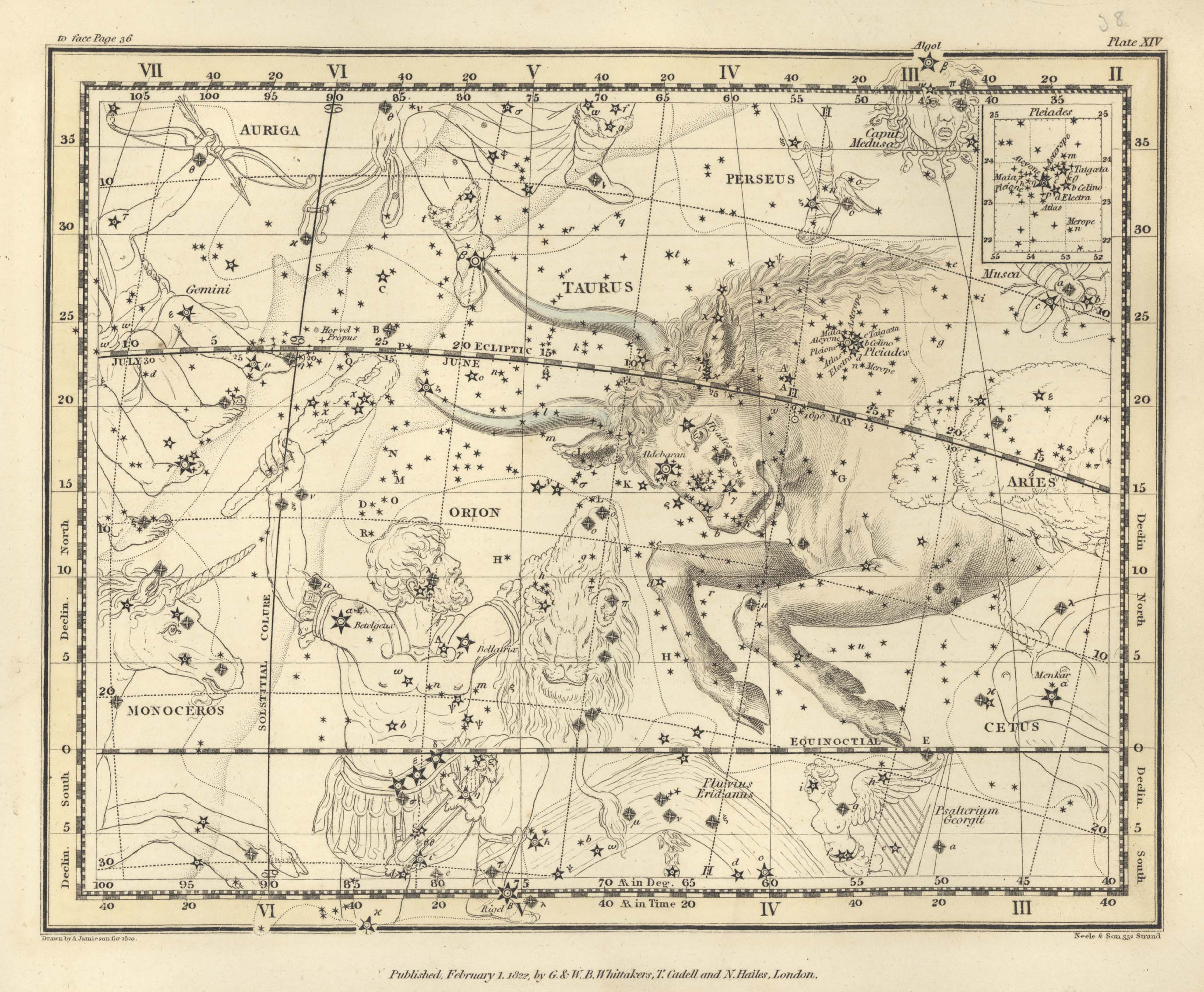
Сторінка № 17: Телець
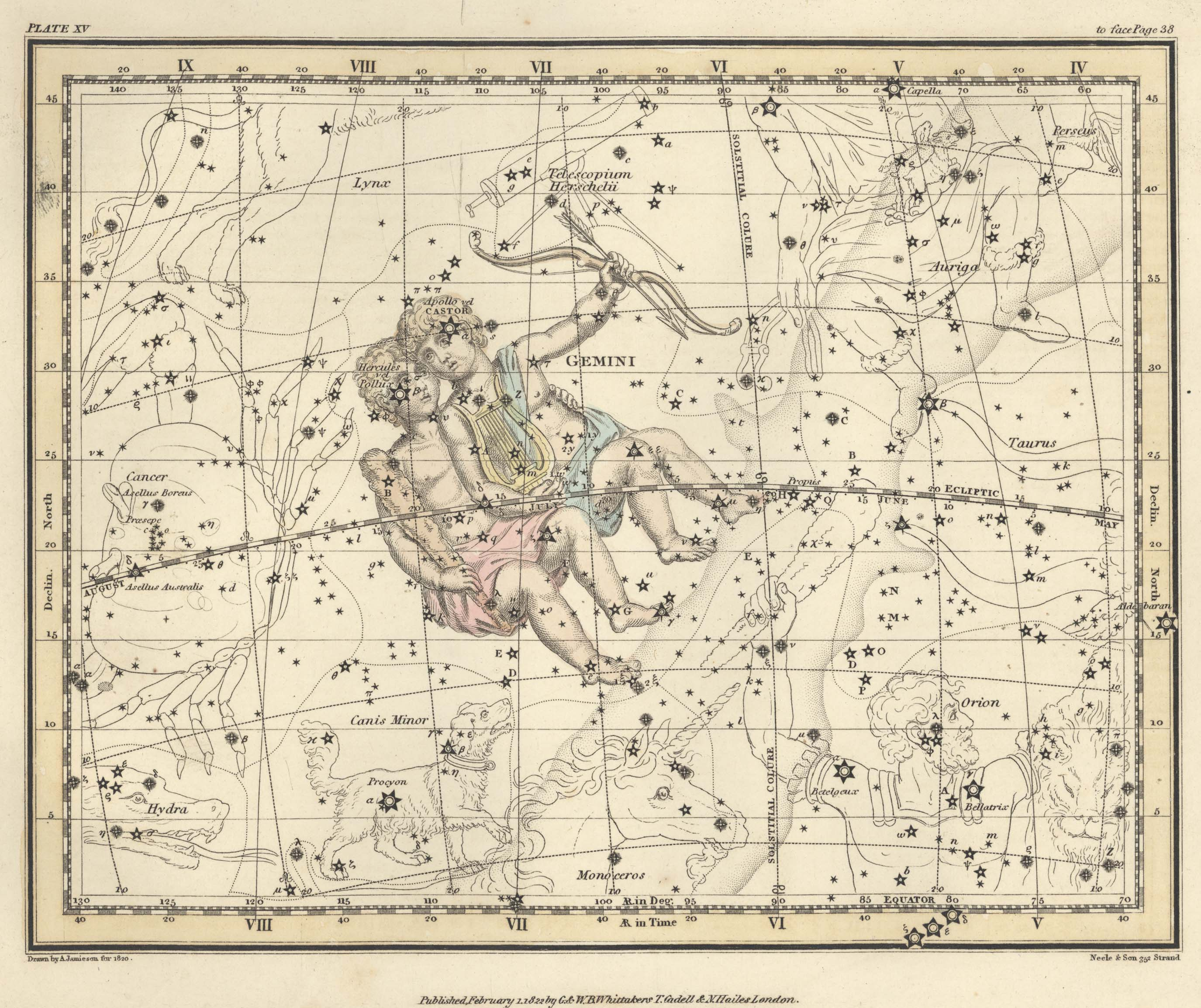
Сторінка № 18: Близнята
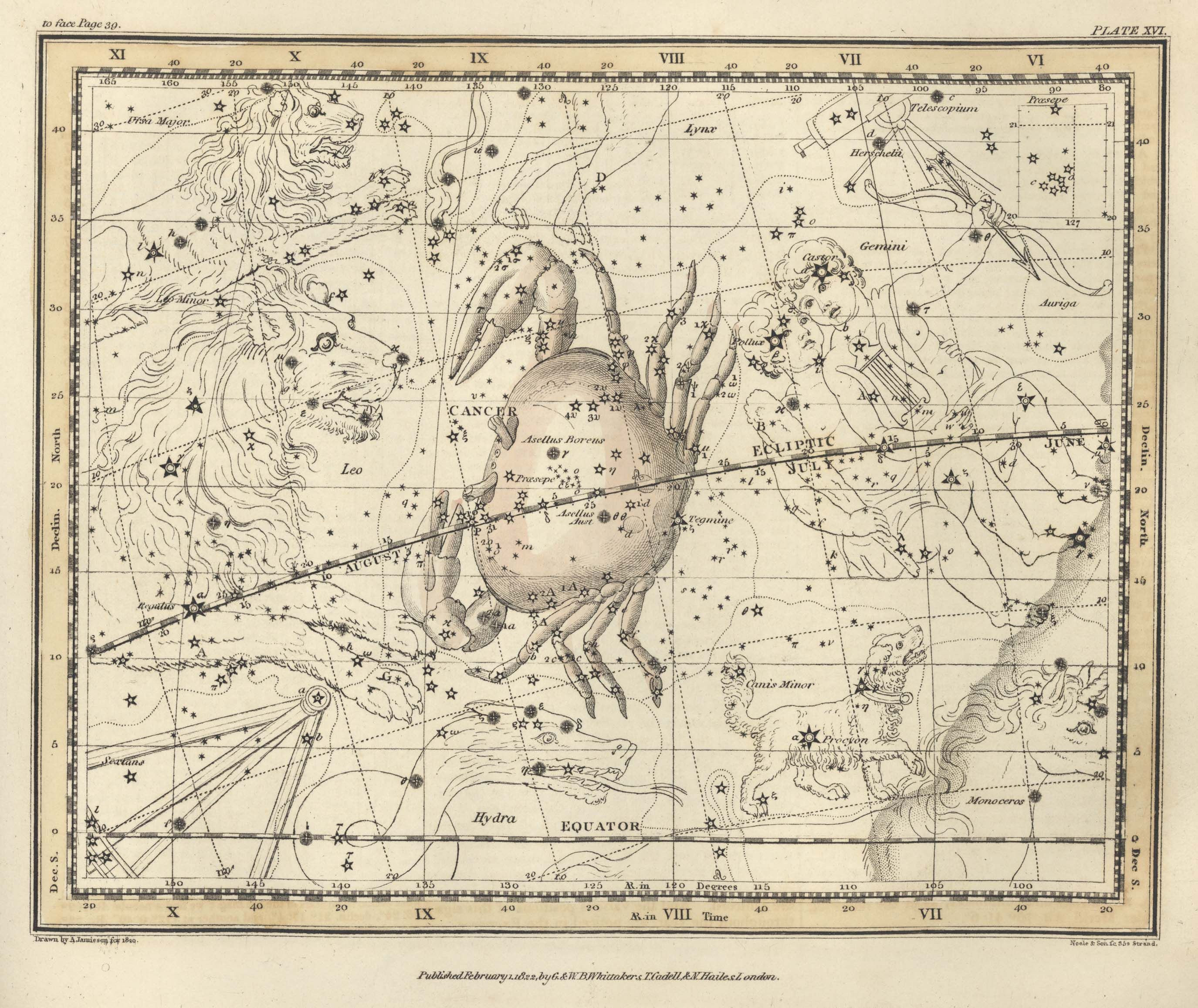
Сторінка № 19: Рак
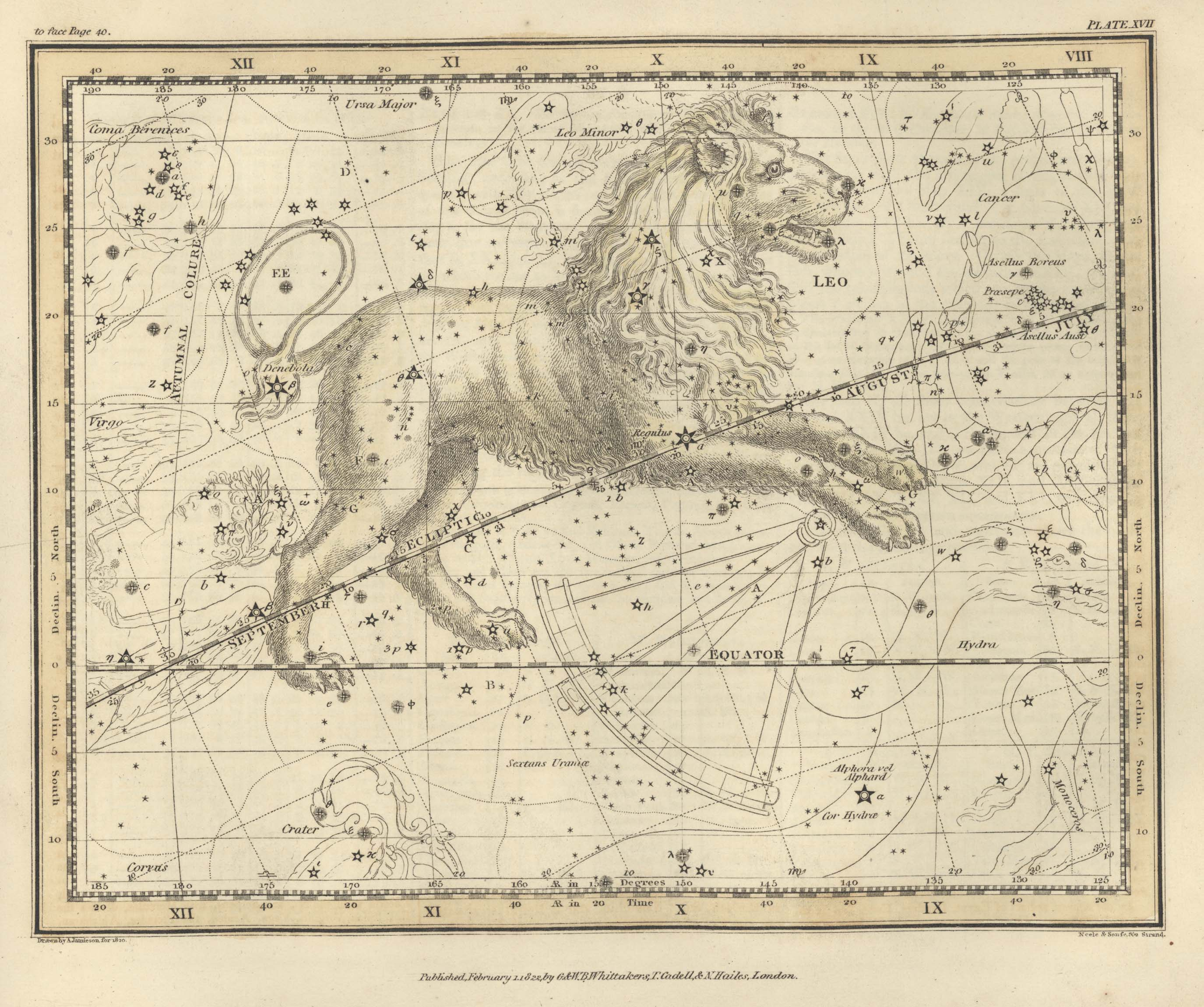
Сторінка № 20: Лев
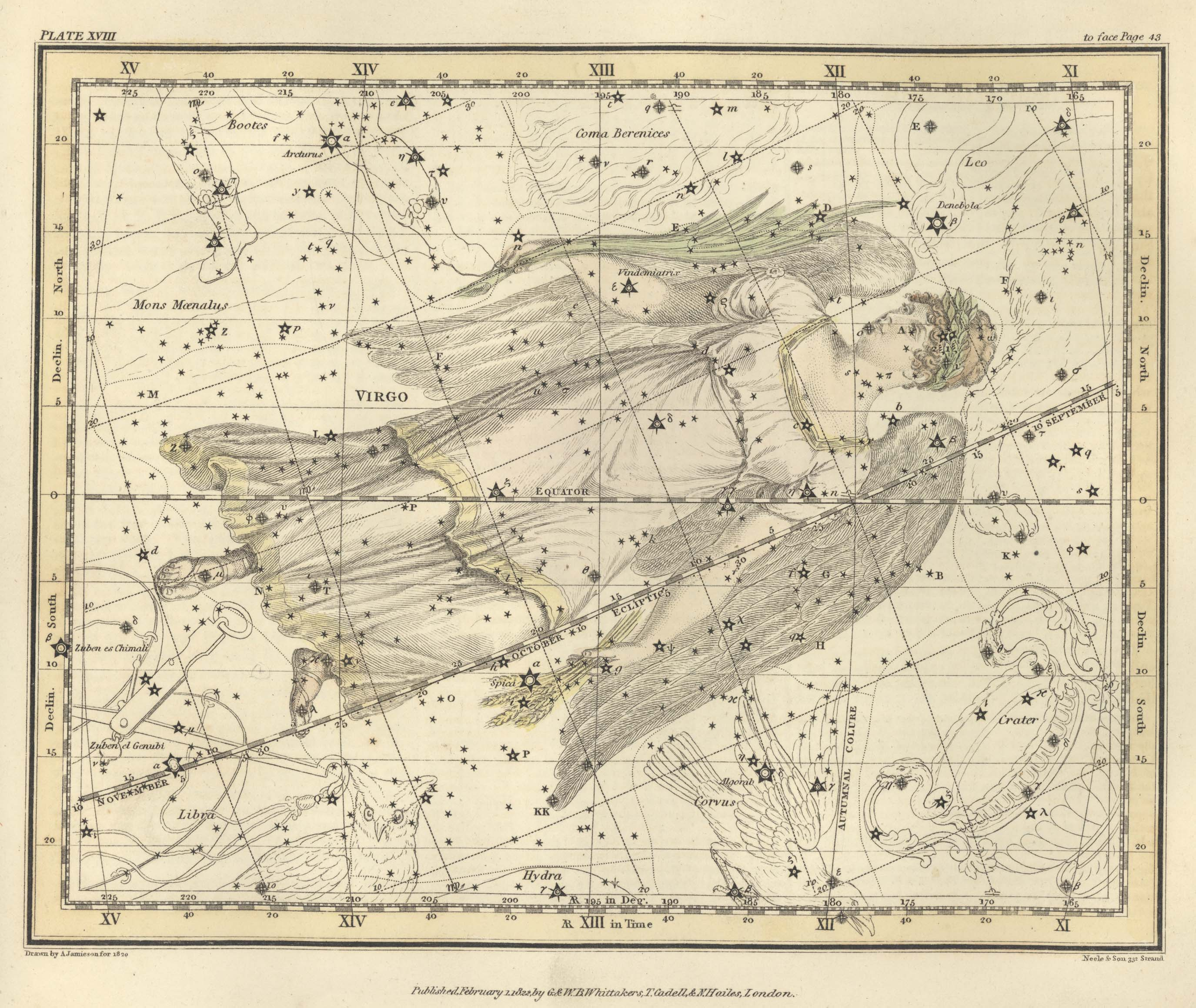
Сторінка № 21: Діва
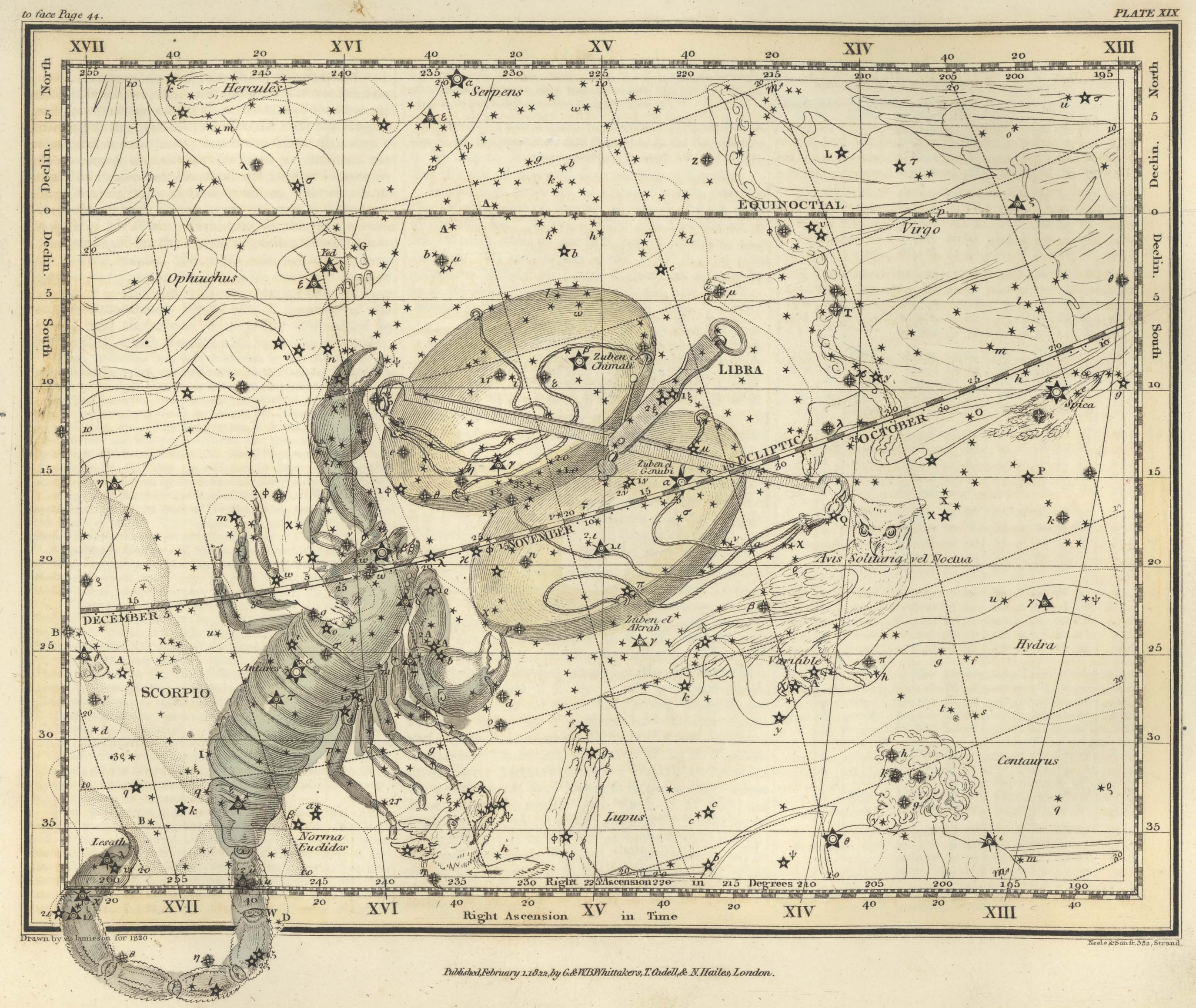
Сторінка № 22: Терези і Скорпіон
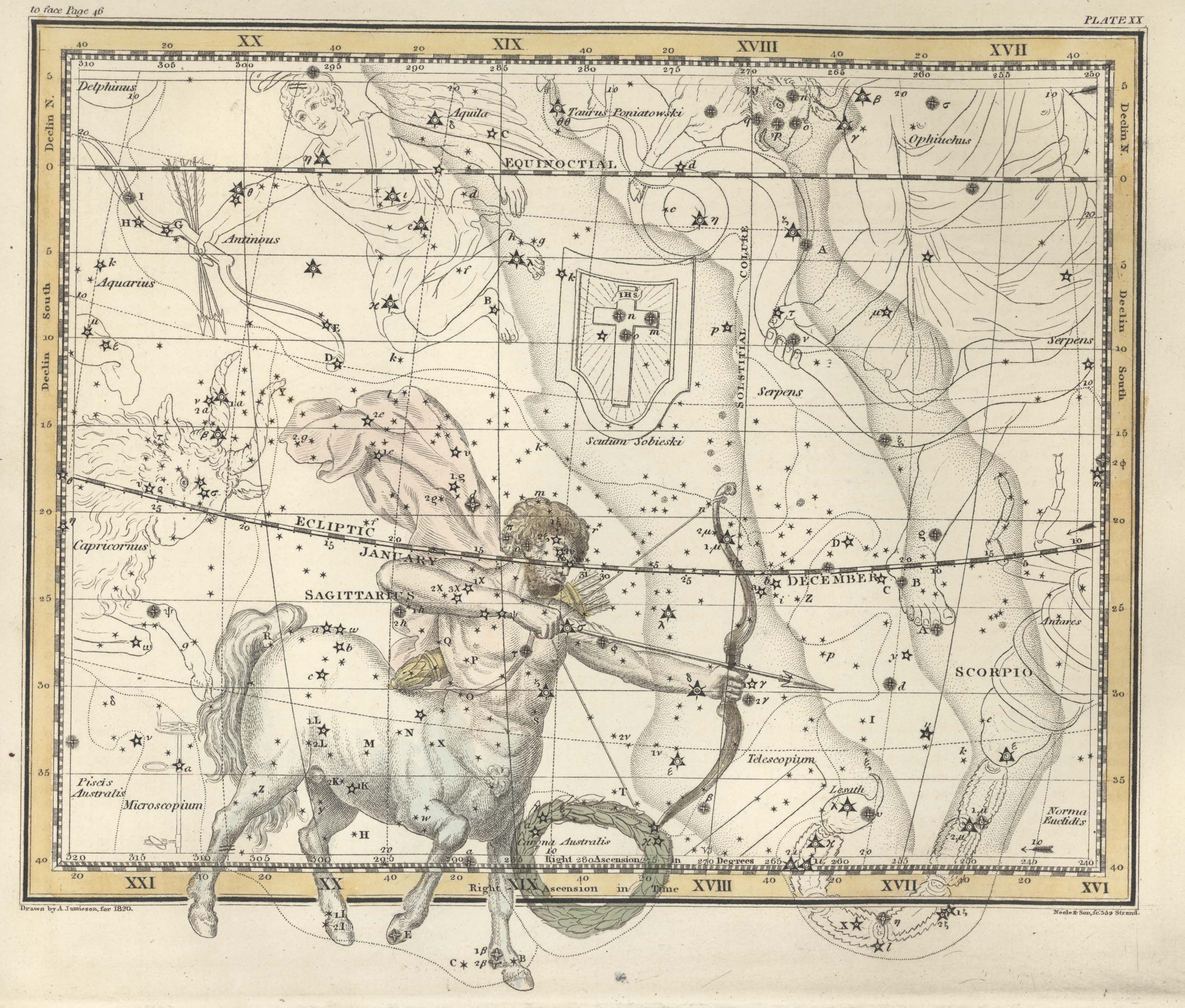
Сторінка № 23: Стрілець і Південна Корона
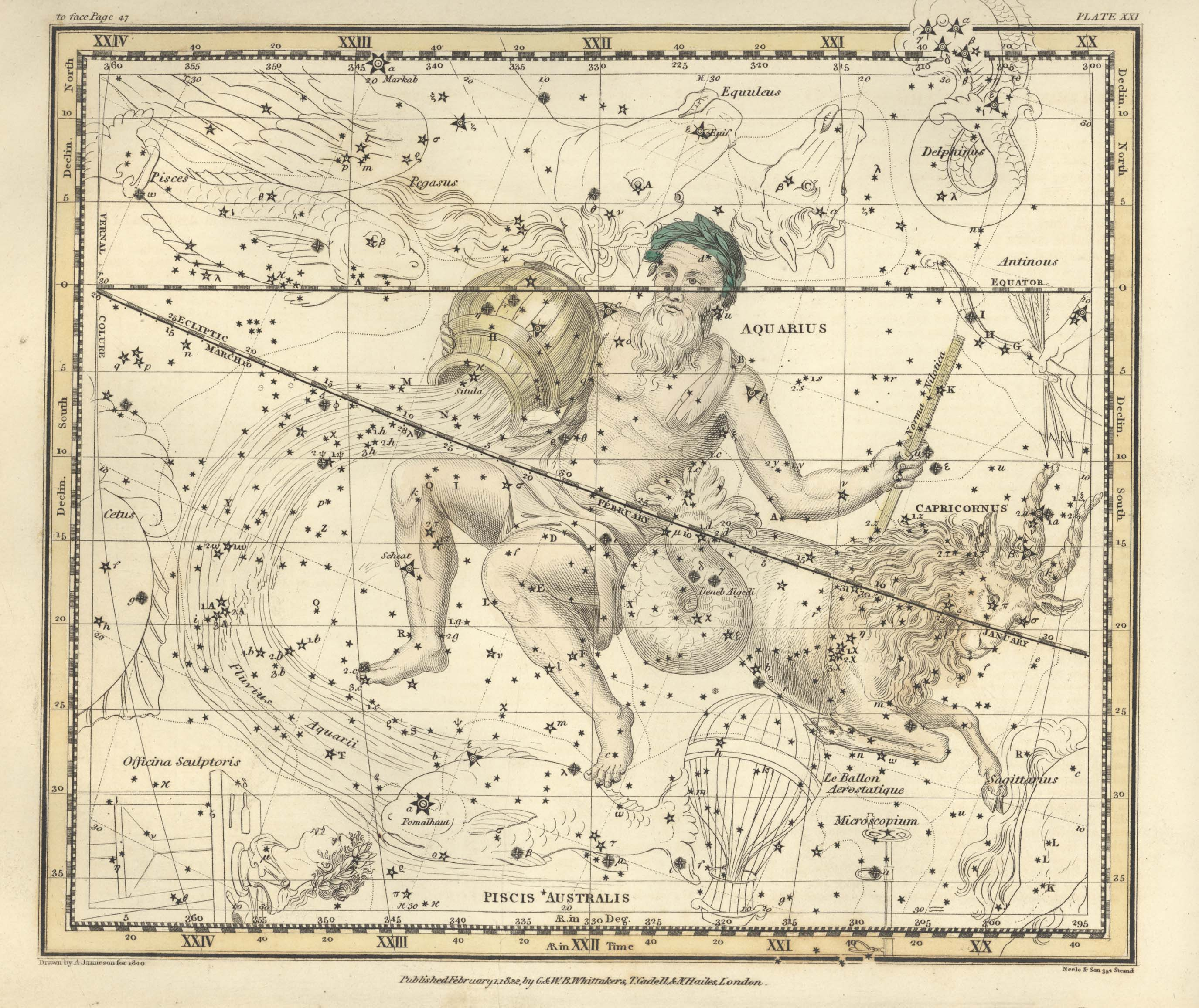
Сторінка № 24: Водолій, Ніломір, Повітряна Куля, Південна Риба, Мікроскоп і Козоріг
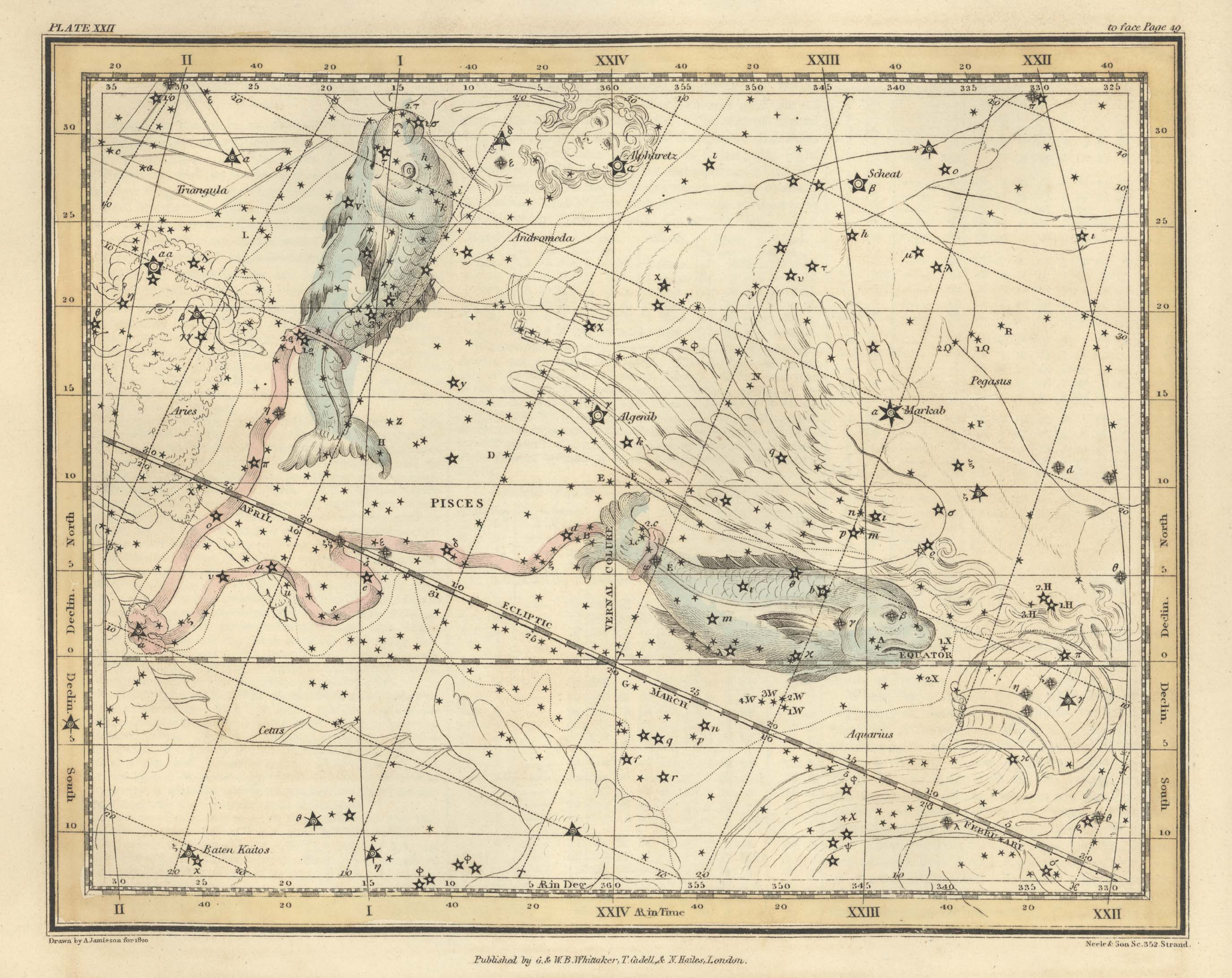
Сторінка № 25: Риби
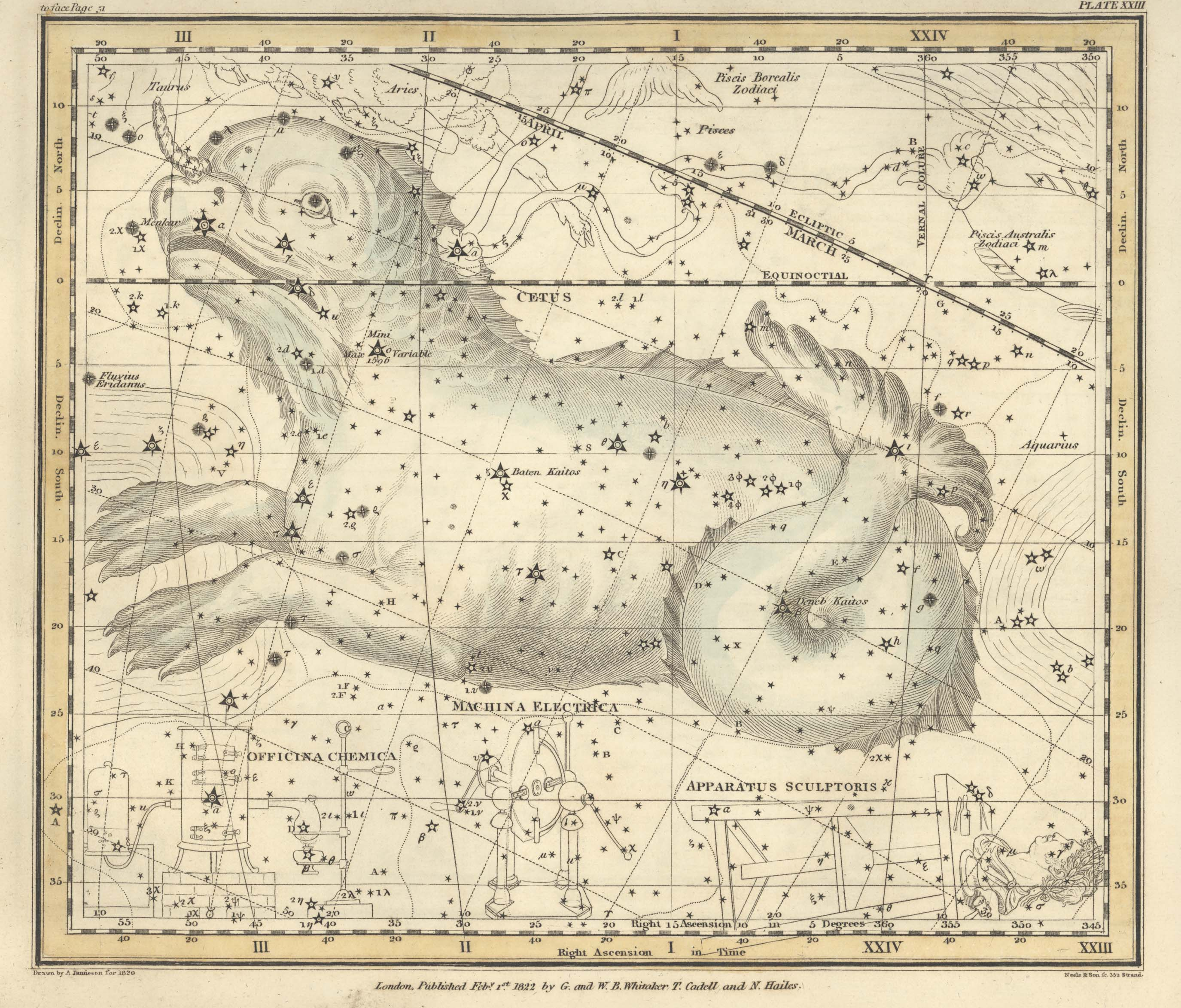
Сторінка № 26: Кит, Майстерня Скульптора, Піч і Електрична Машина
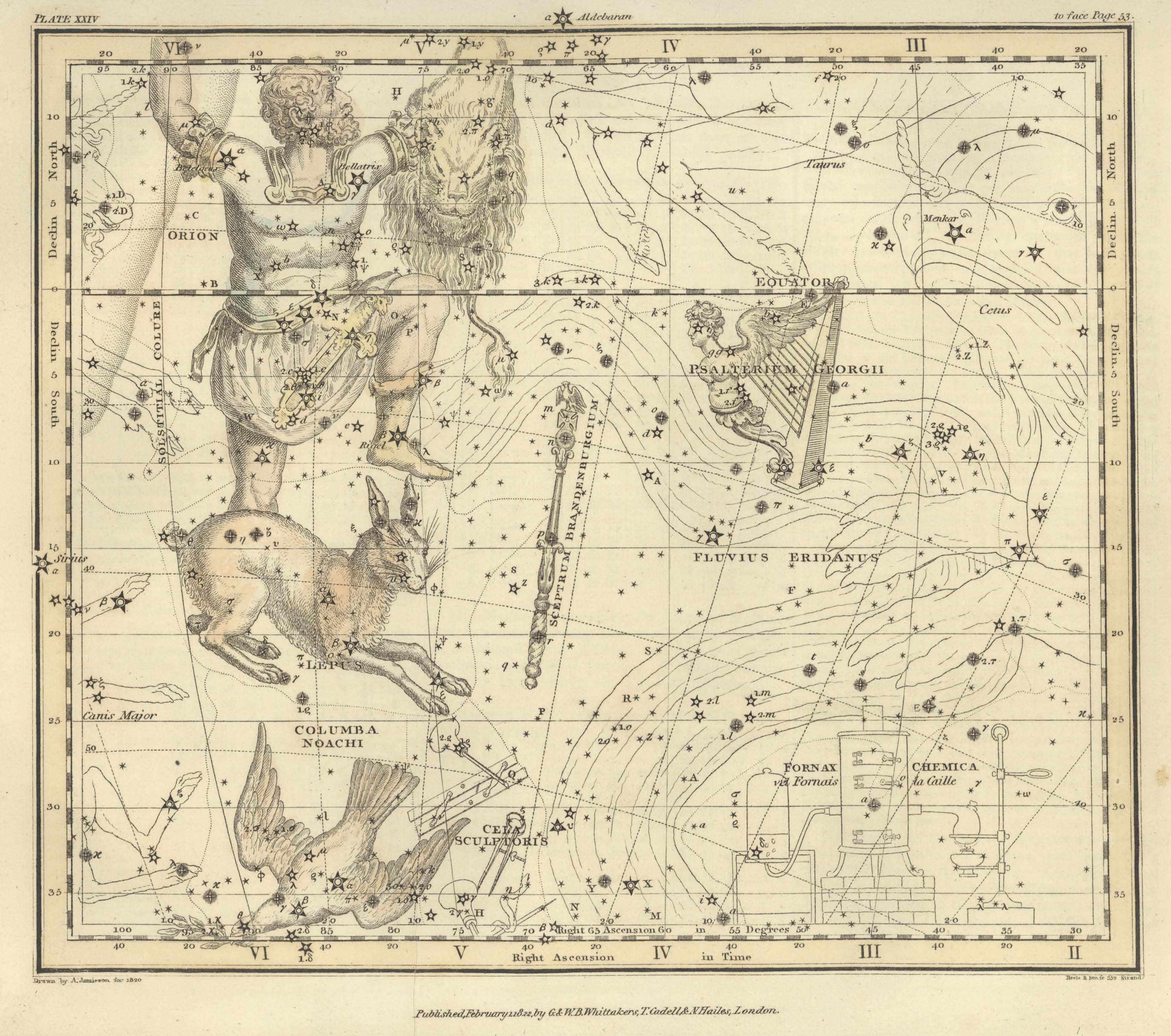
Сторінка № 27: Оріон, Ерідан, Заєць, Голуб, Арфа Георгія, Бранденбурзький Скіпетр[en] і Різець
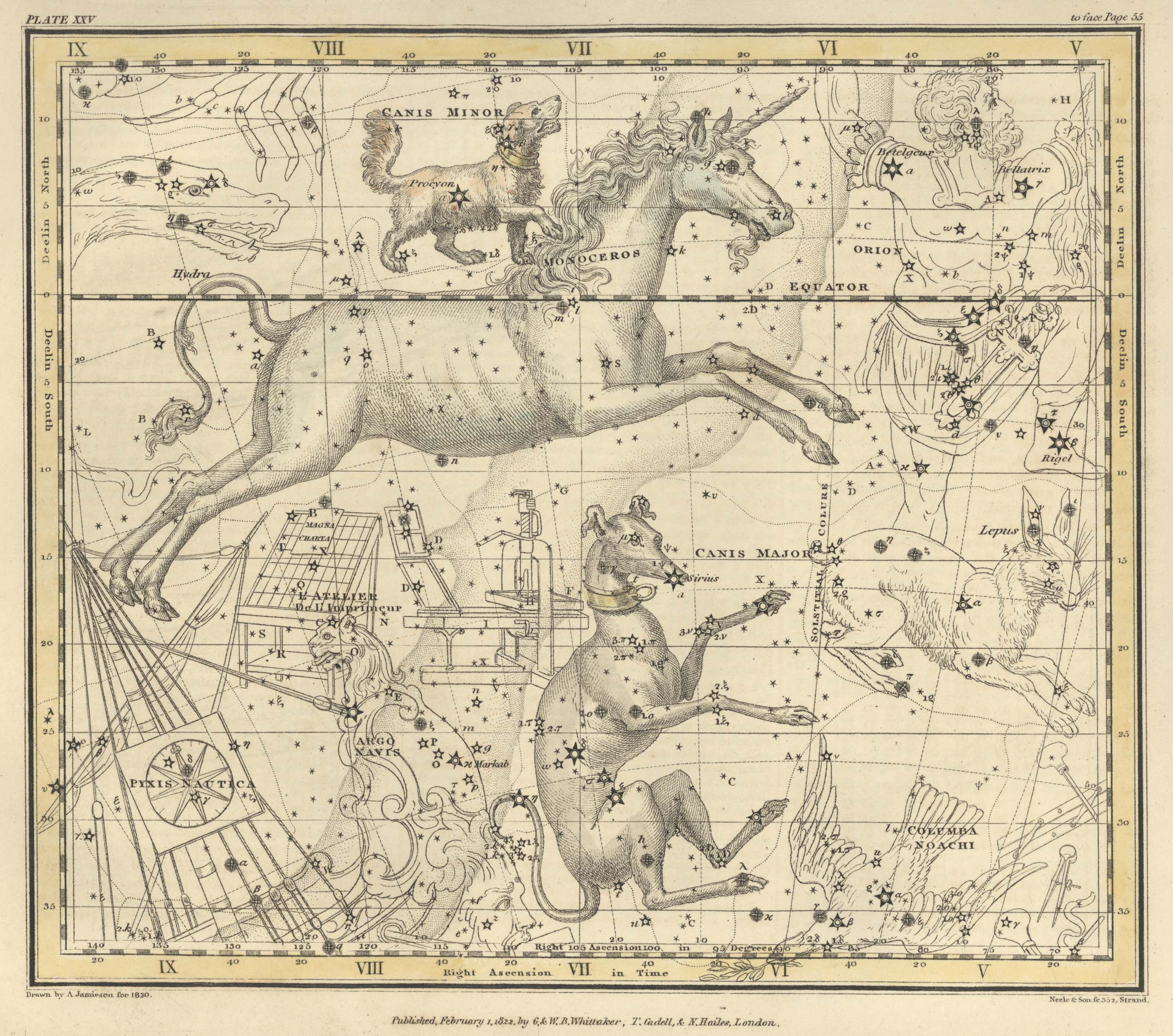
Сторінка № 28: Єдиноріг, Малий Пес, Компас і Типографія
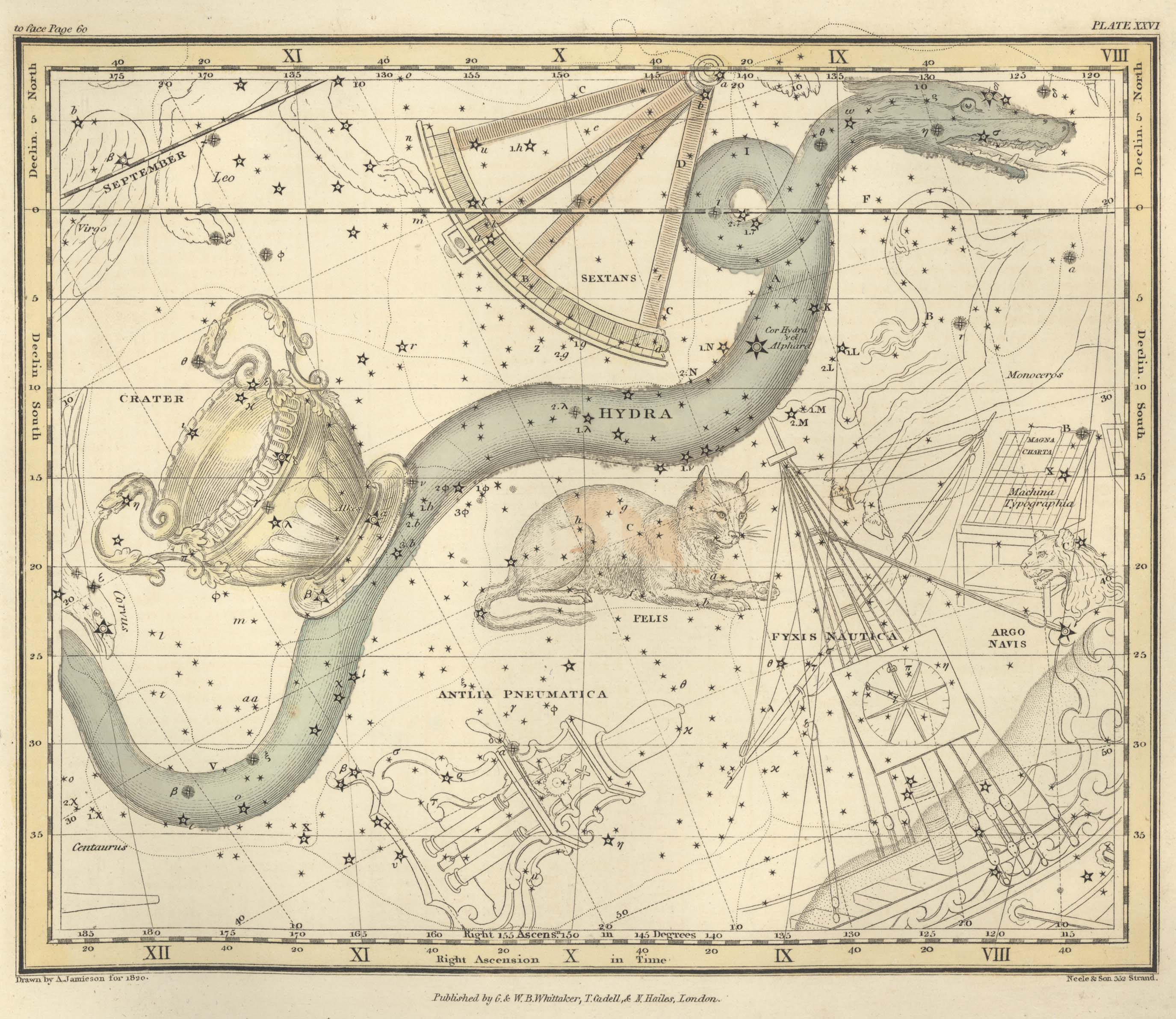
Сторінка № 29: Чаша, Секстант, Гідра, Кішка
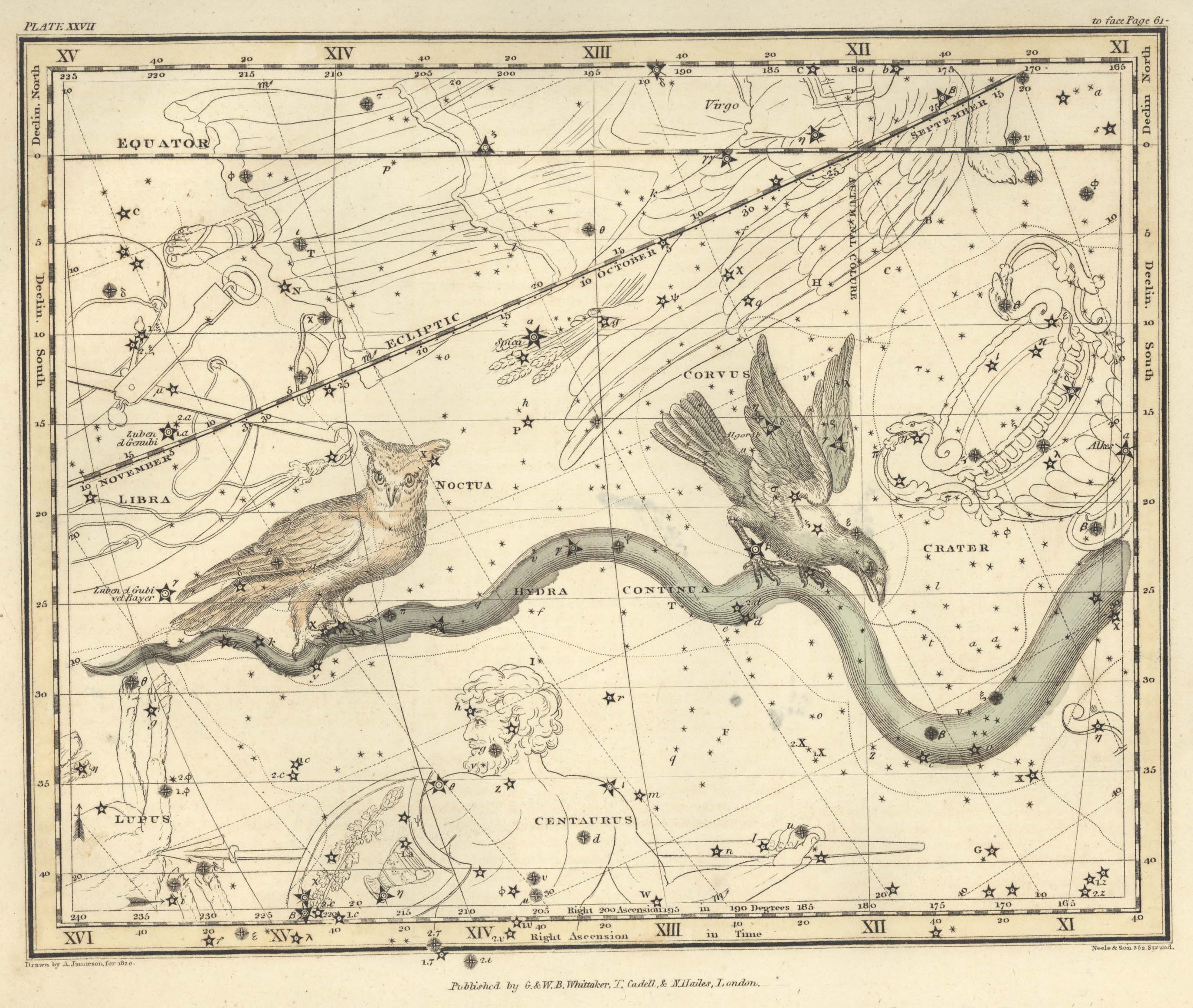
Сторінка № 30: Сова, Ворон
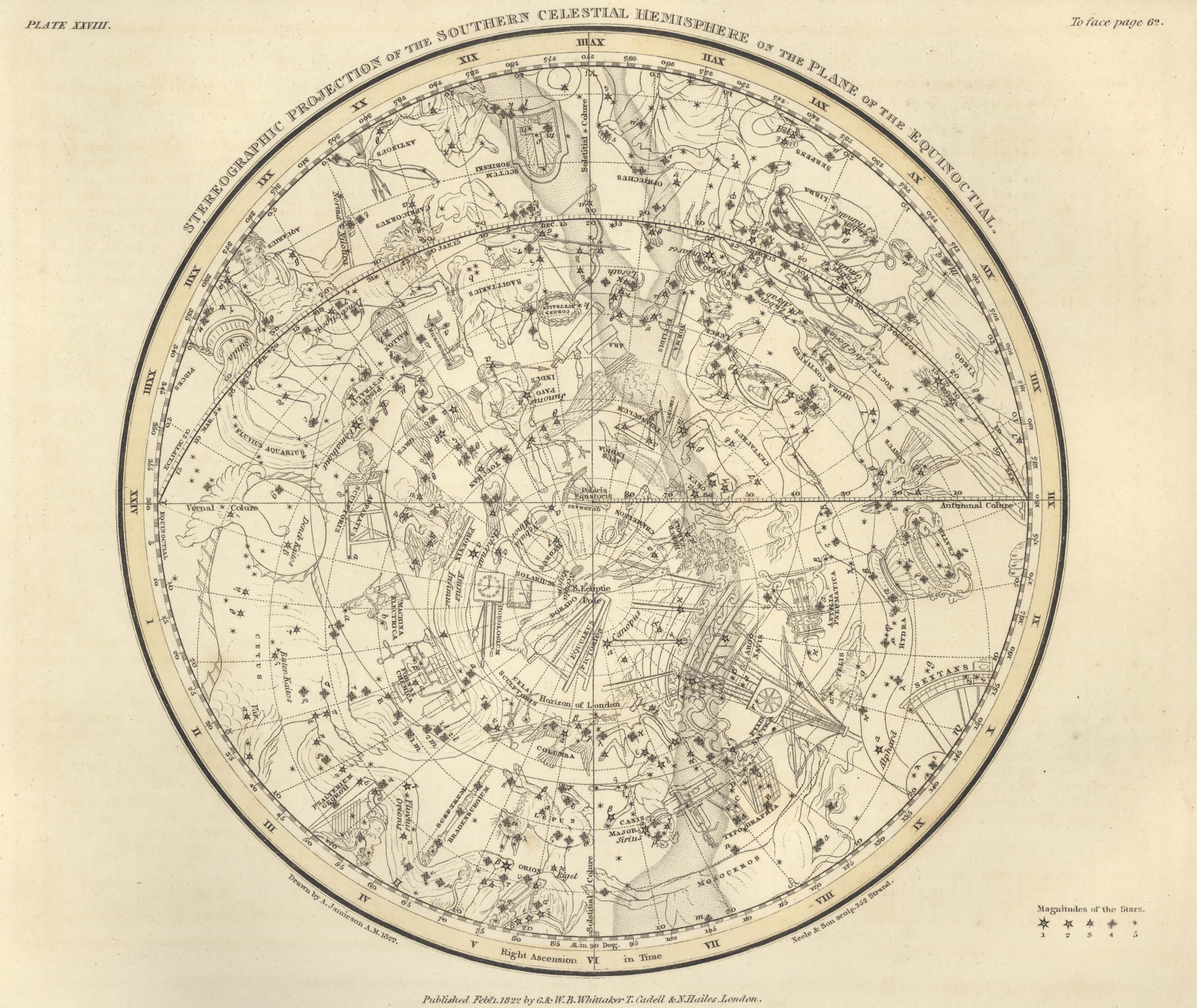
Сторінка № 31: Зображення Південної півкулі
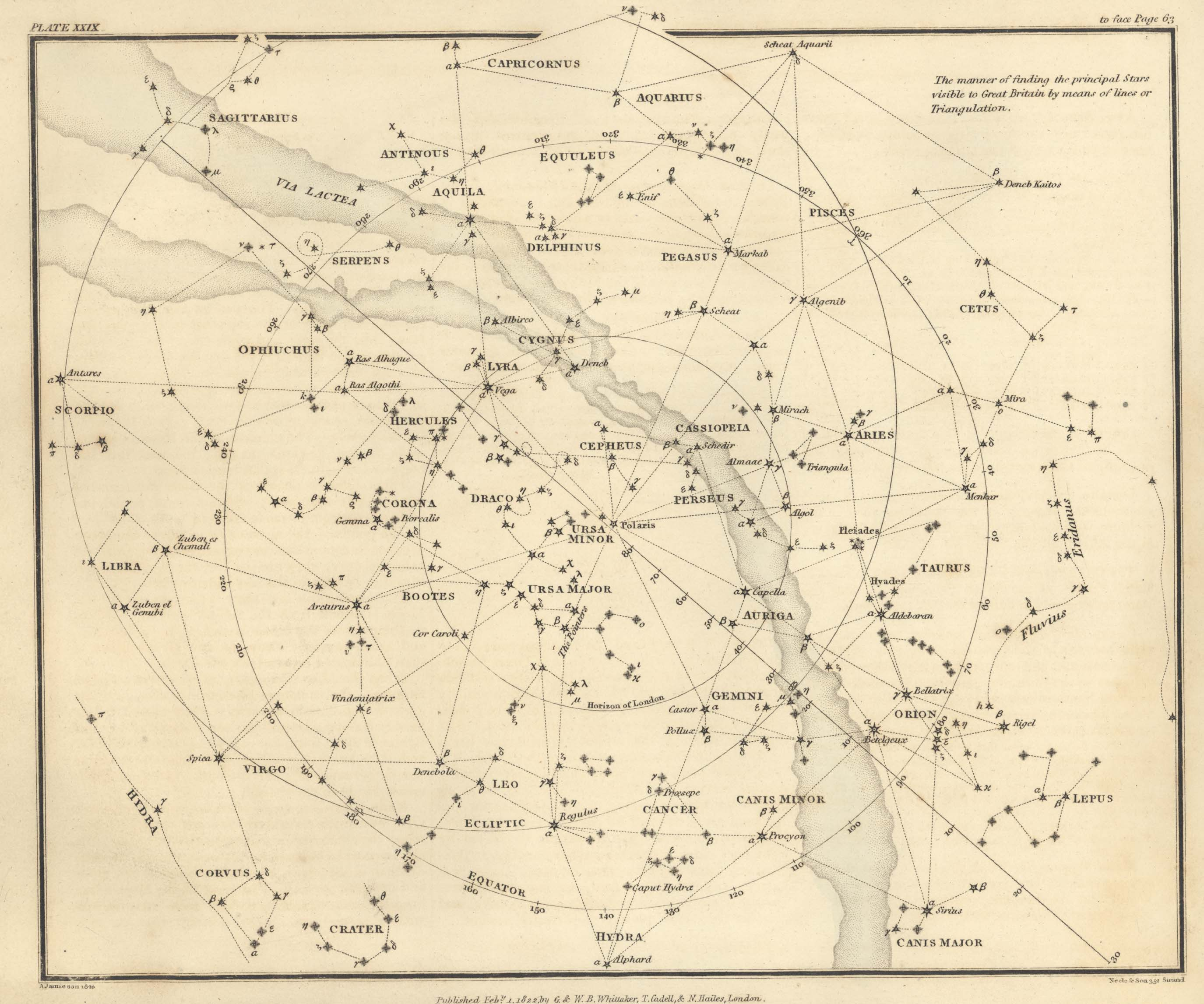
Сторінка № 32: Зображення Чумацького Шляху
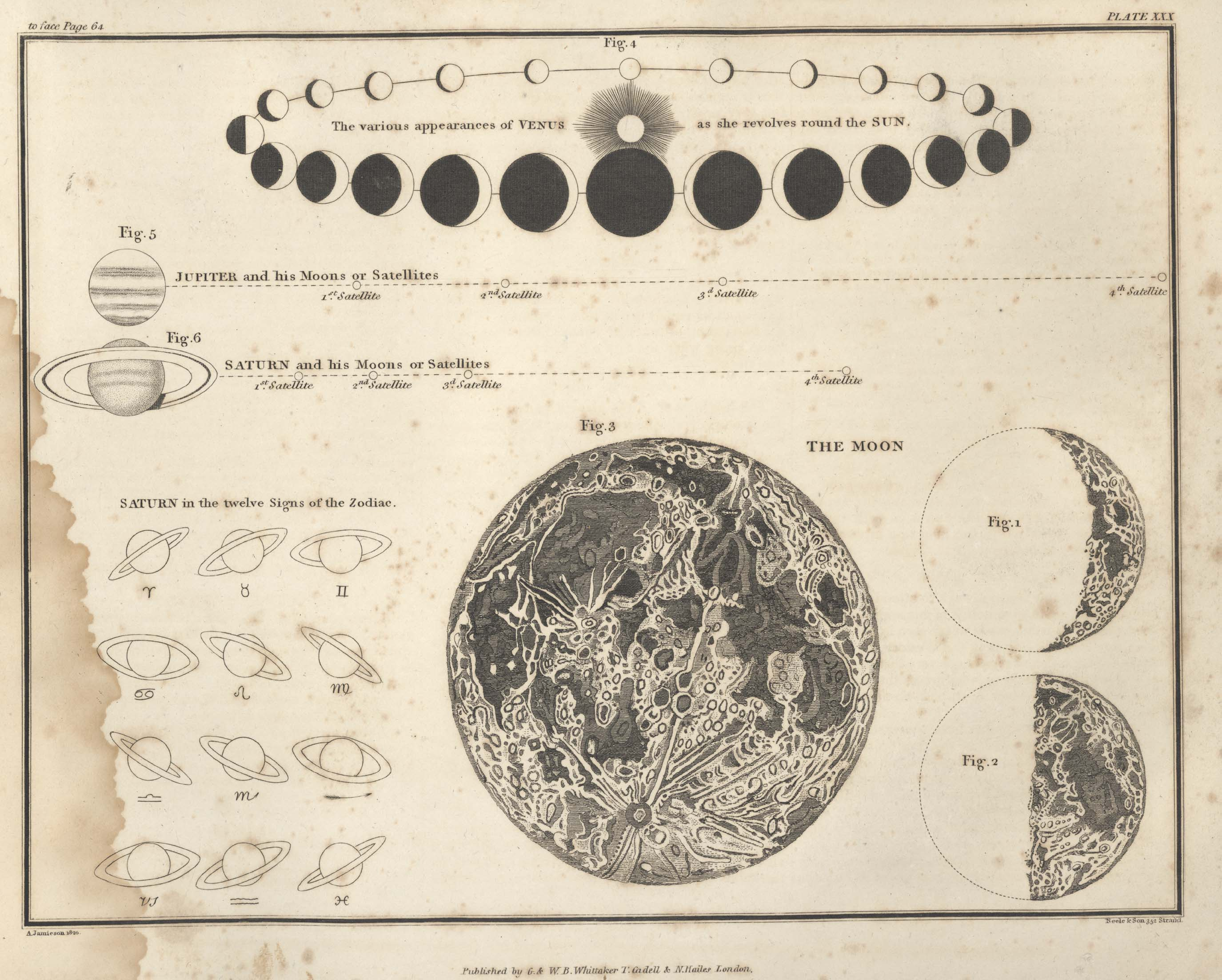
Сторінка № 33: Зображення Місяця, Фази Венери, зображення Юпітера (с Галілеєвими супутниками) і Сатурна